# سبتمبر 2005

## الجمعة30 سبتمبر2005
• مقتل 7 جنود أمريكيين بالعراق • : مع اقتراب موعد الاستفتاء على مسودة الدستور العراقي المقرر منتصف أكتوبر تصاعدت موجة التفجيرات الدامية في أنحاء العراق موقعة مزيدا من القتلى في صفوف العراقيين والقوات الأميركية. شهدت مدينة بلد شمال بغداد أمس مذبحة قتل فيها 85 شخصا بينهم 22 طفلا و35 امرأة وأصيب 115 آخرون أمس في حوادث انفجار 3 سيارات مفخخة في شارع المصرف التجاري بوسط المدينة. وفي حي باب السور، وفي شارع باب السورالمكتظ«. وأضاف المصدر ان العربة الأولى كانت سيارة، والثانية شاحنة بيك أب، والثالثة شاحنة صهريج صغيرة.واعترف الجيش الأمريكي أمس الخميس بمصرع 7 من جنود المارينز» في انفجار قنبلة بمركبتهم في الرمادي، والآخر لدى مرور دورية أمريكية قرب مدينة صفوان الحدودية مع الكويت وانفجرت عبوة ناسفة لدى مرور دورية أمريكية بالعاصمة، وعبوتان أخرى ان انفجرتا بالتوالي في استهداف لدورية أمريكية لدى مرورها بشارع القناة ببغداد، كما دمر جيب بانفجار آخر جنوبي كركوك في تطوير شحنات ناسفة أكثر قوة قادرة على اختراق الدروع الأمريكية مما يزيد بشكل كبير من احتمال وقوع قتلى في أي هجوم.
• أقر قائد القوات الأمريكية في العراق الجنرال جورج كايسي أمس بان الوضع في العراق قد يزداد تفاقما حتى لو أقرت مسودة الدستور في استفتاء 15 أكتوبر، وقال في جلسة استماع امام لجنة القوات المسلحة في الكونجرس وتوقع " مشاركة سلبية في الاستفتاء من جانب الأقلية السنية؛ وأشار إلى ان تقليص عدد القوات الأمريكية في العراق السنة المقبلة يظل رهنا بالوضع السياسي •
• استشهاد 3 فلسطينيين برصاص الاحتلال الإسرائيلي •: في اطار توسيع إسرائيل من حملتها قال زكريا الزبيدي قائد كتائب شهداء الاقصى الجناح العسكري لحركة فتح في جنين بشمال الضفة الغربية ان التهدئة المتفق عليها مع إسرائيل «ماتت وذهبت إلى الجحيم» وإن الكتائب سترد على استشهاد الفلسطينيين الثلاثة. وقال يسرائيل زيف رئيس قسم العمليات في هيئة الاركان الإسرائيلية إنه سيقوم بتدمير بيت حانون تدميرا تاما ان لم تقم السلطة الفلسطينية خلال 24 ساعة بوقف عمليات إطلاق الصواريخ اتجاه سديروت والنقب الغربي..
• حققت حركة فتح فوزا كاسحا بحصولها على أكثر من 60% من الأصوات في الانتخابات البلدية والقروية التي جرت أمس" بعد فرز معظم صناديق الاقتراع. وتشمل الانتخابات 104 قرى، لكن التصويت جرى فقط في 82 من هذه القرى، وباتت النتيجة معروفة في 22 أخرى حيث كانت لائحة واحدة مرشحة. •
• طلب بن لادن اللجوء لبريطانيا •: كشفت صحيفة «تايمز» البريطانية النقاب نقلا عن مايكل هوارد وزير الداخلية البريطانى السابق ان معاوني بن لادن اطلعوه على رغبته في طلب حق اللجوء داخل بريطانيا في وقت كان العالم لايعرف الكثير عنه. عن ان أسامة بن لادن زعيم تنظيم القاعدة سعى لطلب اللجوء السياسى في بريطانيا منذ نحو عشر سنوات وترك قاعدته في السودان أواخر عام 1995 وطلب من بعض اتباعه في لندن استطلاع ما إذا كان بإمكانه الانتقال إلى بريطانيا في الوقت الذي كان يخطط فيه لشن هجمات الحادى عشر من سبتمبر في الولايات المتحدة. وتم تحويل جزءا من ثروته الشخصية إلى لندن كى يتسنى لأتباعه إنشاء خلايا ارهابية هناك وفي ارجاء القارة الأوروبية.
• بوادر أزمة بين السودان وتشاد • : اتهم الرئيس التشادي ادريس ديبي مسلحين ينتمون إلى ميليشيا الجنجويد ذات الصلة بالحكومة السودانية بالهجوم على بلدة في شرق تشاد اسفرعن سقوط نحو 75 قتيلا بينما اعلنت المفوضية العليا للاجئين أمس عن مقتل 29 شخصا وإصابة عشرة بجروح خطيرة في هجوم للمسلحين على مخيم للنازحين في دارفور في تدهور جديد للأوضاع.
• الأمم المتحدة تقيد تحركات موظفيها بأفغانستان • : قال ادريان إدواردز المتحدث باسم الأمم المتحدة انه فرضت قيود على تحركات موظفي الأمم المتحدة في في كابول التي تخضع بالفعل لحظر تجول ليلا كإجراء وقائي بعد هجوم تفجيري قتل فيه تسعة أشخاص وأصيب 36 آخرون، فيما قالت طالبان ان لديها أكثر من 45 مهاجما ينتظرون الأوامر بالهجوم. وأعلنت مسؤوليتها عن الهجوم الذي استهدف مركز التدريب العسكري في كابول الذي اقامته القوات التي تقودها الولايات المتحدة لتدريب جيش وطني جديد
• فضيحة جديدة لبوش •: : يواجه زعيم الغالبية الجمهورية في مجلس النواب توم دلاي المقرب جدا من الرئيس الأمريكي جورج بوش تهماً بالتواطؤ في عملية تمويل غير قانونية لحملة انتخابية في تكساس مما يضعف موقع بوش الهش أصلا. ويواجه دلاي عقوبة بالسجن قد تصل إلى سنتين وبدفع غرامة قدرها عشرة آلاف دولار. واضطر بعد توجيه الاتهام إليه إلى ترك منصبه كزعيم للغالبية الجمهورية مع احتفاظه بمقعده كنائب عن ولاية تكساس. وقد وجهت التهمة إلى دلاي بطلب من المدعي روني ايرل في تكساس الذي يحقق منذ ثلاث سنوات في قضية تمويل سياسي.

## الاثنين26 سبتمبر2005
• فلكيا... رمضان الثلاثاء 4 أكتوبر بالعالم الإسلامي •:
رؤية هلال رمضان هذا العام ظاهرة فريدة تحدث كل 540 سنة
قال نائب رئيس الجمعية الفلكية البحرينية إن مشاهدة ولادة هلال شهر رمضان المبارك لعام 1426 هجرية ستكون ممكنة وبوضوح في سماء العالم العربي يوم الإثنين الموافق 3 أكتوبر القادم في حدث لا يتكرر إلا بعد حوالى 540 سنة. لأن المواطنين في دول الخليج العربية سيتمكنون من رؤية هذه الظاهرة الربانية بدءا من الساعة الثانية عشرة والنصف ظهرا حتى الثالثة عصرا بواسطة النظارات الخاصة حيث سيحدث خلال هذه الفترة كسوف جزئي للشمس. واضاف انه يمكن رؤيته أيضا في مصر واليمن والعراق، أما في ليبيا والسودان وتونس وفرنسا فسيحدث كسوف كلى حلقى يمكن من رؤية الهلال بوضوح أكثر. وهذه الظاهرة حدثت مرة منذ بعثة الرسول صلي الله عليه وسلم وهذه المرة الثانية في تاريخ الإسلام.
• مسلسل القتل بالعراق• :•: هجوم بسيارة مفخخة وقع على مدخل وزارة النفط في بغداد اليوم الاثنين وأدى إلى سقوط ستة قتلى على الأقل وجرح ثلاثة عشر آخرين. وكانت حافلة تقل موظفين من وزارة النفط تعرضت إلى أضرار جسيمة وأن هناك قتلى بين الموظفين. وتبنى تنظيم قاعدة الجهاد في وادي الرافدين بزعامة أبو مصعب الزرقاوي الهجوم الانتحاري في وسط بغداد والذي أسفر •عن مقتل 13 من أفراد الشرطة العراقية الخاصة. واستهدف مهاجم انتحاري بسيارة مفخخة دورية للشرطة الخاصة أثناء مرورها على طريق سريع شرق العاصمة. وأصيب عشرة جنود من قواتها في الهجوم. وجاء الانفجار بعد اشتباكات ليلية بين القوات الأميركية وجيش المهدي التابع للزعيم الشيعي مقتدى الصدر بمدينة الصدر شرقي بغداد. وقتل في المواجهات ثمانية من أتباع الصدر وأصيب خمسة آخرون بجروح. كانت تلك القوات اقتحمت المدينة منذ فجر الأحد وبدأت بإطلاق النار بشكل عشوائي على المدنيين عندما كانت القوات الأميركية تحاول اعتقال عدد من عناصر جيش المهدي.
وأعلن عن حشد مزيد من القوات الأمريكية والعراقية في غربي محافظة الأنبار، من أجل السيطرة على عمليات المقاومة في المنطقة الواقعة عند نهر الفرات.
• بلير يعترف بضرازة المقاومة العراقية ويرفض الانسحاب •: أقر رئيس الوزراء البريطاني توني بلير بأن ضراوة المقاومة في العراق أكبر بكثير مما كان يتصور، ولكنه أكد في تصريحات لتلفزيون BBC أن قوات بلاده ستبقى في العراق حتى انتهاء مهمتها. 

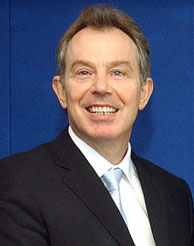
توني بلير يعترف

وتواجه القوات البريطانية توترا متزايدا بمدينة البصرة. ورفض بلير تأكيد ما جاء في تقرير صحيفة أوبزرفر بأن لندن وواشنطن ستقدمان وثيقة للبرلمان العراقي الشهر القادم للبدء بسحب القوات البريطانية بحلول مطلع مايو. وتجيء التصريحات بعد ازدياد حدة التوتر الذي تواجهه القوات البريطانية بمدينة البصرة جنوبي العراق بعد الأزمة التي أثارها رفض لندن الاستجابة لمذكرة توقيف أصدرها القضاء العراقي بحق جنديين بريطانيين متهمين بقتل شرطي عراقي وجرح آخر بدعوى أن جميع الجنود البريطانيين لديهم حصانة من إجراءات القضاء العراقي.
•أعلنت المفوضية العليا للانتخابات العراقية بأن فريقا دوليا من 31 خبيرا متخصصا يعملون حاليا لمساعدة المفوضية على التحضير للاستفتاء الذي سيجري يوم 15 اكتوير وللانتخابات المقرر إجراؤها 15 ديسمبر. وسيسمح للعراقيين المقيمين في الخارج بالمشاركة في الانتخابات القادمة لكنه لا يسمح لهم بالمشاركة بالاستفتاء•.
•الحرب الإسرائيلية في غزة والضفة•
وسعت قوات الاحتلال الإسرائيلي نطاق اعتقالاتها للناشطين الفلسطينيين بإعلانها اعتقال أمس 207 من الناشطين الفلسطينيين أغلبهم من الإسلاميين في مدن مختلفة من الضفة الغربية. وواصلت إسرائيل عمليتها العسكرية في قطاع غزة بإطلاق مروحياتها عدة صواريخ على مدينتي غزة وخان يونس جنوبي القطاع في وقت متأخر من الليلة الماضية. وشنت ست غارات لطائرات إسرائيلية فجر اليوم على أهداف مختلفة في قطاع غزة، وأغارت مروحيات إسرائيلية على منزل تابع لأحد أعضاء كتائب الجبهة الشعبية لتحرير فلسطين في مدينة خان يونس في محاولة اغتيال فاشلة لاثنين من قادتها الميدانيين. وشنت المروحيات الإسرائيلية غارتين ألحقتا أضرارا كبيرة بورشة ودمارا في منازل مجاورة للورشة.واغتالت إسرائيل مساء أمس فلسطينيين أحدهما قائد سرايا القدس محمد الشيخ خليل في جنوب قطاع غزة بإطلاق صاروخ من الجو على سيارته خلال توجهه إلى منزله في مدينة رفح على الطريق الساحلي لغزة، كما أصيب أربعة فلسطينيين في الهجوم. وتوعدت سرايا القدس الجناح العسكري لحركة الجهاد بالرد على اغتيال قائدها في جنوب القطاع، وسيكون مرعبا في قلب الكيان الصهيوني. وأطلقت إحدى المروحيات صاروخا على منطقة صناعية في بلدة بيت حانون بشمال القطاع استهدف طريقا يؤدي إلى حقل زعم أن المسلحين الفلسطينيين يستخدمونه لإطلاق صواريخ على إسرائيل. وأسفر القصف عن إصابة إمراة بجروح طفيفة. ولا تزال الطائرات تحلق في أجواء محافظات القطاع وتنفذ بين الحين والآخر غارات وهمية.

•إلغاء لقاء عباس شارون•:

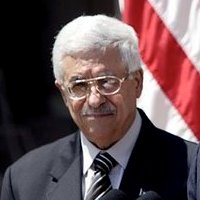
محمود عباس - أبو مازن

أعلن متحدث باسم رئيس الوزراء الإسرائيلي أن اللقاء المرتقب بين شارون ورئيس السلطة الفلسطينية محمود عباس والذي كان مقررا أول شهر أكتوبر القادم، لن يتم على الأرجح بناء على «طلب من الفلسطينيين».
• إعصار دامري يضرب جنوب الصين• : ضرب أقوى إعصار تعرفه جزيرة هينان المدارية في جنوب الصين منذ 30 عاما شواطئ الجزيرة بقوة صباح اليوم، مرغما الآلاف من سكان الجزيرة على الفرار ومعرضا محاصيل الأرز والموز والمطاط للخطر. الإعصار دامري سرعته 198 كلم في الساعة وهو أقوى إعصار يجتاح الجزيرة منذ عام 1973. ويعد الإعصار الـ18 الذي يضرب الصين هذا العام.

## أخبار الرياضة
• فاز النادي الأهلي المصري على منافسه التقليدي الزمالك في مباراة الذهاب للدور قبل النهائي لبطولة أفريقيا للأندية أبطال الدوري التي يشارك فيها الفريقان.النتيجة 2 - 1•
•فاز الترجي التونسي على ضيفه النادي الأفريقي 2- صفر في لقاء قمة بالمرحلة السابعة من الدوري التونسي لكرة القدم لينتزع منه صدارة الترتيب. •

## السبت24 سبتمبر2005
• انفجارات ضخمة تدوي في غزة• : دوت صباح اليوم ثلاثة انفجارات هائلة سمعت في مدينة غزة. وشوهدت سيارات إسعاف تهرع إلى بعض الأماكن، بينما قال شهود عيان إنهم شاهدوا طائرات إسرائيلية وقت وقوع تلك الانفجارات. ونقل عن مصادر في وزارة الداخلية الفلسطينية أن دوي الانفجارات ناجم عن قنابل صوتية أطلقتها طائرات إسرائيلية مقاتلة من طراز إف 16 خلال «غارات وهمية» فوق مدينة غزة بهدف «ترويع السكان الفلسطينيين». وفي تعليق له قال وزير الدفاع:
 الإسرائيلي «شاؤول موفاز» إن إسرائيل ستسدد «ضربات ساحقة» ـ على حد تعبيره، ردا على القذائف الصاروخية التي أطلقها ناشطون من حركة «حماس» من قطاع غزة نحو إسرائيل، إثر الانفجار الذي وقع خلال عرض عسكري كانت تجريه حماس مساء الجمعة، قتل فيه نحو عشرين شخصا، وجرح فيه أكثر من مائة آخرين. وقد أمر وزير الدفاع الإسرائيلي «موفاز» وحدات من قوات المشاة الإسرائيلية بالانتشار في الجزء المتاخم لشمالي قطاع غزة. ولستئناف سياسة«القتل المستهدف» ضد ناشطين فلسطينيين عن طريق صواريخ تطلقها طائرات إسرائيلية. وكانت مروحيات إسرائيلية قد قصفت قطاع غزة بالصواريخ فجر اليوم السبت.وإن الصواريخ أطلقت على مخيم «جباليا» للاجئين الفلسطينيين، وعلى «حي الزيتون» شمالي القطاع. دمرت منزلين وأدت إلى جرح سيدة فلسطينية. وكانت القوات الإسرائيلية قد أغلقت الأراضي الفلسطينية إغلاقا كاملا. وجاء القصف الإسرائيلي بعد أن أطلق ناشطون فلسطينيون نحو ثلاثين قذيفة صاروخية من قطاع غزة باتجاه إسرائيل، ولاسيما نحو بلدة «سديروت» منذ بعد ظهر أمس الجمعة. أدى إلى جرح خمسة إسرائيليين. بعد أن قتلت إسرائيل ثلاثة من ناشطي حركة الجهاد الإسلامي في عملية عسكرية قرب قرية «تلار» قرب «طولكرم» في الضفة الغربية المحتلة.

• اعصار ريتا يدمرالسواحل الأمريكية •:

يميناعصار ريتا فوق خليج المكسيك.

 ضرب إعصار ريتا السواحل الجنوبية الشرقية للولايات المتحدة ووصلت سرعة الرياح إلى 200 كيلومتر في الساعة وتعرضت المدن إلى أمطار غزيرة. مما أدى الاعصار إلى اقتلاع الأشجار، واشتعلت النيران في مدينة غلافستون في ولاية تكساس وساهمت الرياح السريعة في امتداد ألسنة اللهب. وغمرت مياه الفيضانات الناتجة عن الاعصار عدة مناطق بمدينة نيو اورلينز بولاية اريزونا والتي أصابها الدمار الذي خلفه إعصار كاترينا. وقد ارتفع منسوب المياه إلى أكثر من مترين ببعض المناطق بالمدينة التي انتهت فرق الإنقاذ منذ أيام قليلة فقط من ضخ المياه التي خلفها إعصار كاترينا منها. وتتحرك العاصفة إلى مدينة بورت آرثر الواقعة في تكساس والتي تضم منشأة لتكرير النفط، 

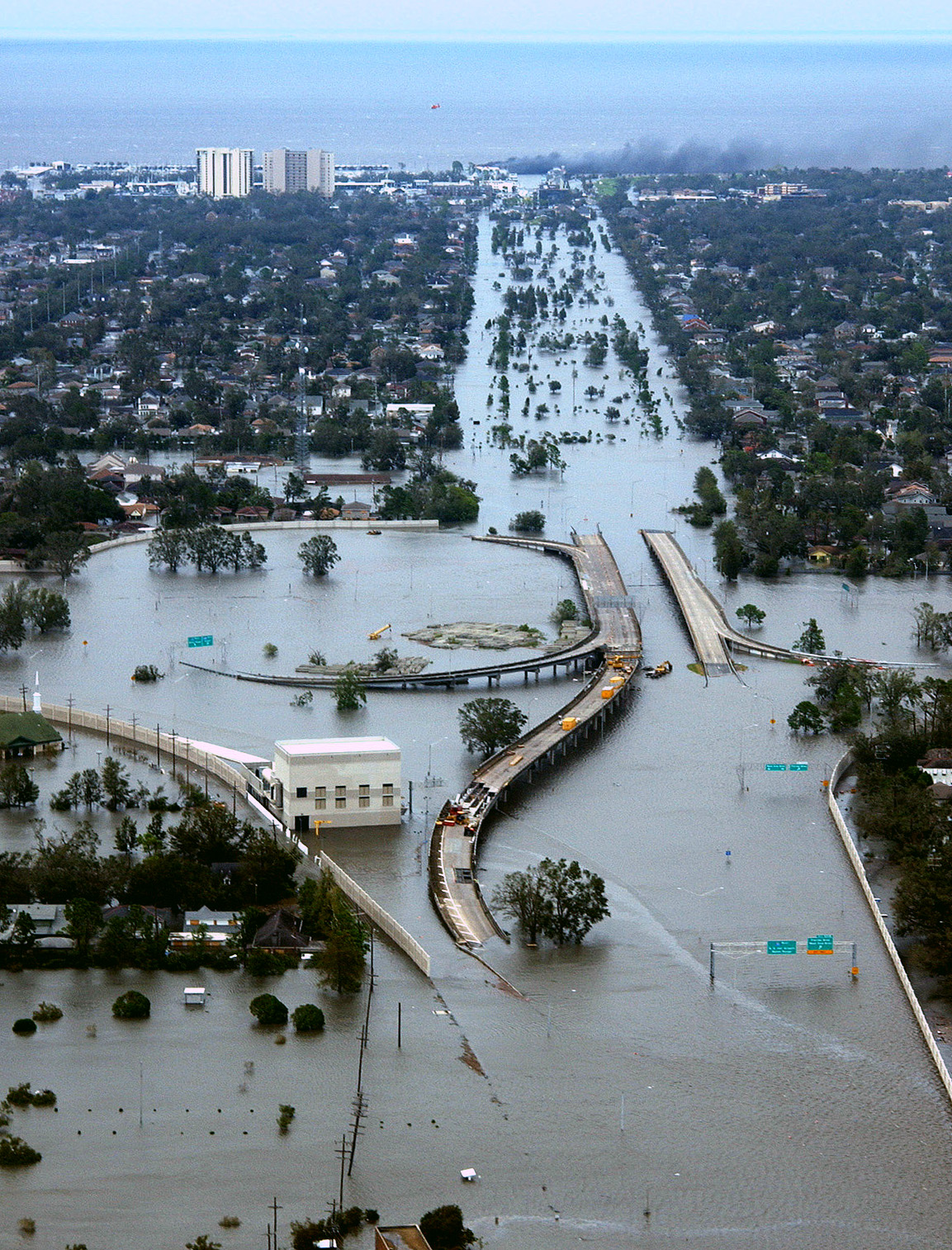
New Orleans أورليانز غارقة في الفيضان الكاسح

وتخشى السلطات من أن تغرق المدينة تحت المياه المتدفقة. وحذرت السلطات من أن ما يصل إلى 5.5 مليون شخص في تكساس قد يتضررون نتيجة الاعصار. وقد نزح أكثر من مليوني شخص من المناطق الساحلية إلى أخرى داخلية تعتبر أكثر امانا. والغى الرئيس الأمريكي جورج بوش زيارته لتكساس المنكوبة وفي هيوستن حدة العاصفة قد خفت بعض الشيء حين اقتربت من الشواطئ، ولكن سرعة الرياح لا تزال تسجل حوالي 220 كيلومترا في الساعة.وفي منطقة نيو اورلينز، تتدفق المياه عبر أحد السدود التي اقيمت لمنع اجتياح الفيضانات، مما يزيد المخاوف من احتمالات أن تغمر مياه الأمطار التي يجلبها الإعصار المدينة مرة أخرى.
• من مسلسل القتل بالعراق •:•: أعلن الجيش الأميركي اليوم مقتل أحد جنوده بانفجار قنبلة جنوبي شرقي بغداد أمس ليرتفع عدد القتلى في صفوف القوات الأميركية هذا الشهر إلى نحو 30 جنديا بينهم خمسة قتلوا خلال اليومين الماضيين.و قتل ثلاثة جنود عراقيين ومدني وجرح خمسة آخرون بانفجار سيارة مفخخة استهدفت نقطة تفتيش للجيش العراقي في الكرادة وسط بغداد صباح اليوم.وأدى إلى وقوع أضرار في مبان مجاورة وتدمير عدد من السيارات في المنطقة.و اندلعت اشتباكات عنيفة بين القوات الأميركية ومسلحين في مدينة الرمادي كبرى مدن محافظة الأنبار غرب بغداد خلال الأيام القليلة الماضية امتدت إلى المنطقة الصناعية بحلول منتصف نهار أمس. أسفرت عن مقتل عراقيين اثنين وجرح ثمانية آخرين، كما انفجرت عبوة ناسفة بعربة عسكرية أميركية فدمرتها.

الاتحاد الأوروبي

• جدد الرئيس الفرنسي السابق فاليري جيسكار ديستان رفضه انضمام تركيا للاتحاد الأوروبي، محذرا دول الاتحاد من بدء مفاوضات انضمام أنقرة مطلع الشهر القادم. وقال الرئيس ديستان الذي يعتبر مهندس الدستور الأوروبي إن دخول أنقرة للاتحاد الأوروبي قد يقتل الآمال في تكامل سياسي قوي للمجموعة الأوروبية، مشيرا إلى أن أغلب الناخبين الفرنسيين يعارضون عضوية تركيا في المجموعة الأوروبية لأنها تضم أغلبية مسلمة.•

## الجمعة23 سبتمبر2005
• مقتل 20 شخصا في حريق اندلع بحافلة لإجلاء النازحين من إعصار ريتا في تكساس•
•إعصار ريتا يشرد مليون أميركي: •

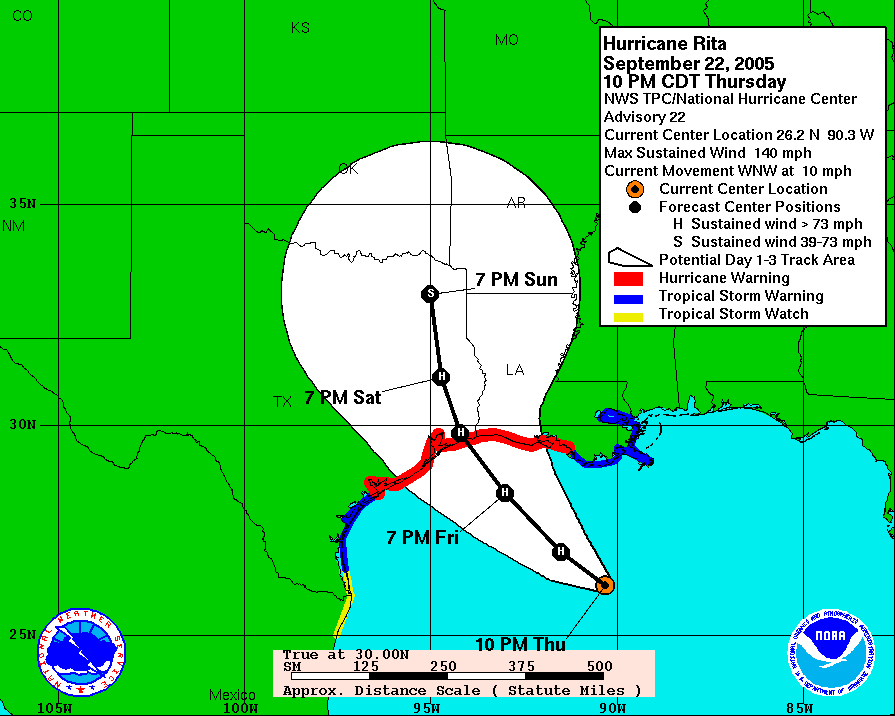
خط سيرالاعصار.

اشتد الإعصار (ريتا) ليصبح إعصار من الدرجة الخامسة أعلى درجات الأعاصير وأصبح يهدد بأضرار كارثية وفر أكثر من مليون شخص على طول ساحل تكساس. وبلغت سرعة الرياح 280 كيلومترا في الساعة واشتد إلى الفئة الخامسة عبر خليج المكسيك في مسار يتوقع أن يأخذه إلى الشاطئ في ساعة مبكرة من صباح السبت. وطلب مسؤولو المدن على امتداد ساحل تكساس الذي يبلغ طوله 483 كيلومترا اخلاء المنطقة من السكان المغادرة واعدوا ترتيبات لتجهيز حافلات للذين يحتاجون مساعدة من سكان جزيرة جالفيستون وكورباس كريستي والأجزاء المنخفضة من هيوستون ضمن 1.3 مليون نسمة في تكساس.

يميناعصار ريتا فوق خليج المكسيك.

 في اختناق حركة المرور في الطرق الرئيسية ويجري اعداد مأوى يستوعب 250 الف شخص من الذين سيتم اجلاؤهم في هانتسفيل وكوليدج ستيشن وسان انتونيو ودالاس. وقال مركز الأعاصير ان العاصفة تطورت إلى ثالث أعنف إعصار مسجل في المحيط الأطلسي وفقا للقياس بالضغط الداخلي.
و أعلن الرئيس الأميركي جورج بوش حالة الطواريء في تكساس ولويزيانا مع اقتراب الإعصار ريتا. ولا يتوقع ان يؤدي الإعصار ريتا إلى إغراق نيو اورليانز ثانية إذا بقيت العاصفة في مسارها الحالي المتجه غربا.
• استنكار بوتفليقة •: 
أعلن الرئيس الجزائري عبد العزيز بوتفليقة استنكاره لرفض فرنسا الاعتراف بجرائم الحرب والتعذيب التي ارتكبتها خلال فترة احتلالها الجزائر من 1830 حتى 1962.
•البصرة تعلن العصيان ضد القوات البريطانية•: أعلنت محافظة البصرة بالعراق العصيان ضد القوات البريطانية المحتلة ورفضت التعامل معها بعد أن داهمت القوات البريطانية سجنا عراقيا بالبصرة لتحرير جنديين بريطانيين محتجزين. وطلب مجلس المحافظة بالإجماع وقف كل أشكال التعاون مع البريطانيين إلى أن يتم الاعتذار وعدم تكرار ما حصل وقيام القوات البريطانية بالتعويض عن الضرر
• ستشهاد 3 فلسطينيين •: أفادت مصادر أمنية فلسطينية بأن القوات الإسرائيلية قتلت صباح اليوم الجمعة، ثلاثة فلسطينيين في الضفة الغربية أثناء عملية كانت تقوم بها للقبض على عناصر يشتبه في أنها مسلحة في قرية علار قرب مدينة قلقيلية. الاشتباكات وقعت عندما وصلت سيارات الجيب الإسرائيلية العسكرية تدعمها المروحيات إلى المنطقة. وتعرف قرية علار بتأييدها القوي لعناصر جماعة الجهاد الإسلامي المسلحة.
• تهافت صهيوني لشراء أراضي القدس• :
 تشهد مدينة القدس الشرقية بالتزامن مع الحملة الضارية للمد الاستيطاني الإسرائيلي توغلا لشراء العقارات تحت ظروف يحاول الفلسطينيون مقاومتها بشتى الوسائل المتاحة. والسبب الحقيقي وراء هذا التهافت الشديد على شراء العقارات العربية يرجع إلى أسباب سياسية محضة من أجل تفريغ القدس من أهلها.والسعي إلى تهويد القدس بطريقة بعيدا عن الأنظار بمحاصرة المواطنين المقدسيين ودفعهم لترك بيوتهم والبحث عن أماكن بعيدة عنها.و تتولى عملية الشراء عدة وكالات منها وكالة يهودية أميركية تدعمها حركات إسرائيلية مثل (عطيريت كوهنيم) التي تقوم بدور خطير في جميع عمليات الشراء، كما أن هذه الوكالات تدفع مبالغ طائلة مقابل الشقق والعمارات العربية.مما أدي لزيادة أسعار الشقق والعقارات حيث وصلت إلى أرقام فلكية.
• مسلسل القتل في العراق •: قصف صاروخي لقاعدة أمريكية بكركوك وإصابة 4 أمريكيين... مقتل 13 عراقياً و2 من المارينز ونجاة وزيرة الهجرة والمهجرين سابقا من الاغتيال في هجمات ومواجهات في العراق امس..و انفجرت عبوة ناسفة على الطريق الرئيسى بحى قورية أثناء مرور قافلة مشتركة للقوات الأمريكية والشرطة العراقية. أسفرت عن إصابة أربعة جنود أمريكيين وثلاثة من الجنود العراقيين بجروح وتدمير آلية أمريكية طراز هامر. واعلن الجيش الأمريكي ان جنديين أمريكيين قتلا في العراق الأربعاء، أحدهما في انفجار قنبلة في بغداد والأخر متأثرا بإصابته في حادث سير شمال العاصمة. وفي بغداد قتل ثلاثة افراد من أسرة واحدة واصيبت امرأة عندما هاجم مسلحون يرتدون زي الشرطة منزلهم في ضاحية بغداد الجديدة في شرق العاصمة. وفي بعقوبة قتل عقيد بالشرطة وسائقه أثناء توجهه إلى عمله. وفي الرمادي قالت مصادر طبية ان مدنيا قتل وأصيب ثلاثة اشخاص آخرين أثناء اشتباكات عنيفة بين المسلحين وقوات الأمن في بلدة الرمادي. وعثرت الشرطة على جثة مدني رأسه مهشمة واثار إطارات على وجهه في بلدة اللطيفية جنوبي بغداد. وفي الموصل قتلت صحفية من راديو نينوي كانت متجهة في سيارتها مع زوجها الذي قتل أيضا وابنها الذي جرح في الهجوم. وانفجرت سيارة مفخخة بمنطقة ساحة الطيران وسط بغداد ظهر اليوم في موقف للحافلات ما أسفر عن مقتل خمسة مدنيين عراقيين وجرح سبعة آخرين. وعثرت الشرطة العراقية على جثث ستة أشخاص قتلوا في مناطق مختلفة من الموصل شمال البلاد وقتل مسلحون مجهولون شرطيا في المدينة أمس. واغتال مسلحون ثلاثة مسؤولين من الجبهة التركمانية في هجوم أسفر عن جرح شخص رابع أثناء مغادرة المسؤولين لمكتبهم مساء أمس. وأعلن الجيش الأميركي اليوم مقتل أحد جنوده وجرح آخر في انفجار عبوة ناسفة استهدفت دوريتهما قرب قاعدة عسكرية أميركية في منطقة التقادم بين مدينتي الفلوجة والرمادي غربي العراق الليلة الماضية. واعترفت القوات الأميركية في العراق أمس بمقتل اثنين من جنودها أحدهما في انفجار قنبلة ببغداد، والثاني متأثرا بإصابته في حادث سير قرب كركوك ليرتفع عدد القتلى الأميركيين إلى 1911 عدد الجنود الأميركيين الذين قتلوا في العراق منذ اجتياح القوات الأميركية في مارس 2003.
• تحذير بوش من تصاعد العنف بالعراق• : عقب لقائه مع كبار مسؤولي وزارة الدفاع (البنتاجون) حذر الرئيس الأميركي جورج بوش من تكثيف أعمال العنف بالعراق بينما يستعد العراقيون للتصويت في استفتاء على الدستور الجديد في أكتوبر. واتهم أبو مصعب الزرقاوي زعيم تنظيم قاعدة الجهاد في بلاد الرافدين بمحاولة اشعال حرب طائفية من خلال سلسلة من الهجمات. وقال ان الوقت الحالي ليس وقت سحب القوات الأميركية كما يطالب المتظاهرون المناهضون للحرب. واضاف: مغادرة العراق الآن ستكون تكرارا لأخطاء الماضي الباهظة التي أدت إلى وقوع هجمات 11 سبتمبر 2001.
• وأخيرا تشكيل حكومة السلام بالسودان •: أدت حكومة وحدة السلام السودانية الجديدة امس اليمين الدستورية امام الرئيس عمر البشير. وجرت مراسم أداء اليمين في حديقة القصر الجمهوري في الخرطوم بحضور النائب الأول للرئيس، الجنوبي سلفا كير، ونائب الرئيس، الشمالي علي عثمان طه. وتوجه الوزراء عند انتهاء المراسم إلى مبنى مجلس الوزراء القريب من المقر الرئاسي لعقد أول اجتماع. وادى اليمين امس 26 وزيرا حيث كان وزيران في الحكومة هما بكري حسن صالح الذي عين وزيرا لشؤون رئاسة الجمهورية ودينج الور الذي عين وزيرا لشؤون مجلس الوزراء قد اديا اليمين أمس الأول في احتفال محدود
• من سيكون مستشار ألمانيا القادم ؟•:
أجرت أنجيلا ميركل زعيمة المحافظين والمستشار الألماني جيرهارد شرويدر أول محادثات منذ انتخابات الأحد الماضي بهدف استكشاف فرص تشكيل ائتلاف حكومي. واتفق الجانبان على اللقاء مجددا الأربعاء القادم لكنهما بديا أكثر انقساما حول المسألة التي باتت تشغل عقل كل مواطن ألماني ألا وهي من سيكون المستشار القادم لألمانيا.
•

## أخبار الرياضة
• بدأت في القاهرة بطولة كأس الأمم الأفريقية الخامسة عشرة لكرة الطائرة للرجال والتي تستضيفها مصر وتستمر حتى 29 سبتمبر. وحقّق المنتخب التونسي، حامل اللقب الأهمّ في أقلّ من ساعة بفوزه على نظيره الرواندي بثلاثة أشواط دون مقابل •
• لقاء القمة المصري بين فريقي الأهلي والزمالك يوم الأحد القادم باستاد الكلية الحربية بالقاهرة. ضمن مسابقة القمة الإفريقية في ذهاب الدور قبل النهائي لبطولة دوري رابطة الأبطال الإفريقي لكرة القدم،
• تأهل كل من اتحاد جدة السعودي والعين الإماراتي للدور نصف النهائي لدوري أبطال آسيا لكرة القدم، إثر فوز الأول على شاندونغ الصيني 7-2 مساء الأحد، وتعادل الثاني مع باس الإيراني 3-3.

## الثلاثاء20 سبتمبر2005
• بعد كاترينا إعصار ريتا يضرب فلوريدا الأمريكية •: في خليج المكسيك الاستوائي بالأطلنطي علي بعد 255 كم شرق وجنوب شرق ساحل فلوريدا:

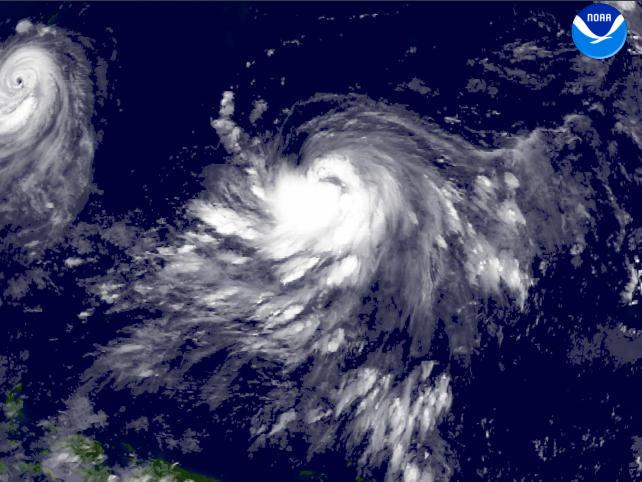
ولادة ريتا

تكون إعصار ريتا أمس وسرعة الرياح 115 كم \ساعة ويتحرك ناحية الغرب بسرعة 24 كم ويصل لدرجة إعصار الهوريكان اليوم وخلال الأيام القادمة سيجتاح تكساس وساحل لويزيانا ونيواورليلنز ومنع الأهالي من المجيء للمنطقة. ويتوقع هطول أمطار كثيفة فوق باهاما بشمال كوبا وجنوب فلوريدا.
• مدرعات تابعة لقوات حرس الحدود المصرية بدأت في الانتشار على طول خط الحدود الدولية بين مصر وغزة لأول مرة منذ توقيع الاتفاق المصري الإسرائيلي الذي يسمح بنشر 750 جنديا من حرس الحدود المصري بدلا من قوات الشرطة. 15 مدرعة مصرية ماركة (فهد) ذات الكفاءة العالية في التسليح بدأت الانتشار على الحدود وتقوم حاليا بدوريات منتظمة لتأمين المنطقة ومنع عبور الفلسطينيين إلى الجانب المصري.- •
• ملف فساد وسرقات المسئولين بالعراق •:

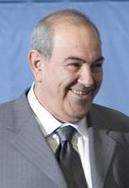
أيام حكومة علاوي

أكدت صحيفة الاندبندنت البريطانية في عددها وزارة الدفاع العراقية تعرضت لعملية نصب بقيمة مليار دولار، ونقلت الصحيفة عن وزير المالية العراقي علي علاوي قوله: إن تلك السرقة ربما كانت الأكبر في التاريخ، مضيفا أن ما بين 500 و600 مليون دولار إضافية قد تكون اختفت أيضا من وزارات الكهرباء والنقل والداخلية على وجه الخصوص. وقال محقق في قضايا الفساد أمس إن من المتوقع ان تصدر السلطات العراقية أمراً بالقبض على وزير الدفاع العراقي السابق حازم الشعلان. ونشرت صحيفة (ذي اندبندنت) البريطانية عن علي علاوي وزير المالية قوله "اختفت مبالغ ضخمة ولم نحصل في المقابل سوى على قطع من المعدن. في تقديم العطاءات ومنح العقود وإدارة المكاتب العامة وتشمل أكثر من 230 مليون دولار انفقت لشراء مروحيات بولندية مستخدمة عمرها 28 عاما. ومعظم العقود المشبوهة وقعت أثناء ولاية الحكومة السابقة التي راسها اياد علاوي. ويقيم حازم الشعلان وزير الدفاع السابق في الأردن حاليا وقد نفى ارتكابه أي خطأ.
• في خطابه أمام اليهود الأميركيين في نيويورك أكد آرييل شارون تصميمه على ربط القدس المحتلة بكبرى مستوطنات الضفة الغربية‚ وقال شارون 
"يمكنني أن أؤكد لكم أنه سيكون هناك اتصال جغرافي بين القدس ومعاليه أدوميم كبري المستوطنات الإسرائيلية. •
• كلينتون يهاجم بوش بسبب حرب العراق •:قال الرئيس الأمريكي السابق بيل كلينتون إن إدارة الرئيس جورج بوش قررت غزو العراق «بمفردها تقريبا وقبل اكتمال عمليات التفتيش الدولية بدون حاجة ملحة حقيقية وبدون دليل على وجود أسلحة دمار شامل» في العراق.
• مظاهرات البصرة ضد البريطانيين •: ئشهدت البصرة تطورات متصاعدة بعد تظاهر عدد من المسلحين التابعين لمليشيات «جيش المهدي» الموالية للزعيم الشيعي مقتدى الصدر وسط مدينة البصرة مطالبين القوات البريطانية بإطلاق سراح الشيخ أحمد الفرطوسي أحد زعمائهم الذي ألقي القبض عليه السبت. وأدت المواجهات بين المتظاهرين والقوات البريطانية إلى إحراق عربتين مدرعتين بريطانيتين في المدينة.
• مسلسل القتل بالعراق •: مناطق من العراق شهدت عمليات انتحارية راح ضحيتها العشرات‚ وقام المتظاهرون بإضرام النار في دبابتين بريطانيتين كانتا قرب مقر للشرطة في مدينة البصرة. وفي تفجير انتحاري لسيارة مفخخة في المحمودية (30 كلم جنوب بغداد).تم مقتل ثمانية عراقيين من بينهم سبعة من مغاوير الشرطة ومدني واصابة مدنيين آخرين. واستهدف الهجوم نقطة تفتيش تابعة للشرطة تعرض مقر القوات الأمريكية في منطقة «أبو غريب» غرب بغداد إلى هجوم بقذائف الهاون، وانفجرت سيارة مفخخة في حى «الكرادة» شرق بغداد، وقتل ما لا يقل عن سبعة من عناصر الشرطة العراقية واصيب اثنان آخران بجروح جراء انفجار سيارتين مفخختين في منطقتى المحمودية واللطيفية جنوبي بغداد.وأعلنت وزارة الدفاع العراقية استشهاد 157 واعتقال 440 خلال العمليات العسكرية التي نفذها الجيش العراقي في مدينة تلعفر.
•‚ الرجل الثاني في شبكة القاعدة‚ في شريط فيديو بثته قناة الجزيرة أمس‚ إن الجماعة نفذت تفجيرات لندن الانتحارية في يوليو الماضي للرد على «الغطرسة» البريطانية•
• تهديد إيران بمجلش الأمن •: عقدت الوكالة الدولية للطاقة الذرية اجتماعا لبحث الملف النووي الإيراني انتهى بانقسام حول إحالته إلى مجلس الأمن، وتقدمت فرنسا وألمانيا وبريطانيا بمشروع قرار يدعو إلى إحالة الملف النووي الإيراني إلى مجلس الأمن الدولي هذا الاسبوع بسب رفض إيران العدول عن إنتاج الوقود النووي. واثار موضوع إيران انقساما حادا بين أعضاء مجلس محافظي الوكالة حيث تؤيد الدول الصناعية اتخاذ إجراء متشدد بينما تتهم دول الاقتصاديات الناشئة الغرب بالسعي لحرمان الدول الفقيرة من أي تكنولوجيا نووية حساسة.
• احتفالات الشيعة بالشعبانية•: تدفق مئات الآلاف من الشيعة إلى مدينة كربلاء للاحتفال بذكرى مولد الإمام المهدي المنتظر وهو الإمام الثاني عشر للشيعة، أو ما يعرف في العراق بالشعبانية. وقد شددت إجراءات الأمن داخل كربلاء وفي محيطها، ومنعت السيارات من دخولها منذ الجمعة الماضي. وتحلق مروحيات تابعة للقوات المتعددة الجنسيات بشكل متواصل في أجواء المدينة والمناطق المحيطة بها.
• رحلة للقمر سنة 2018 •:

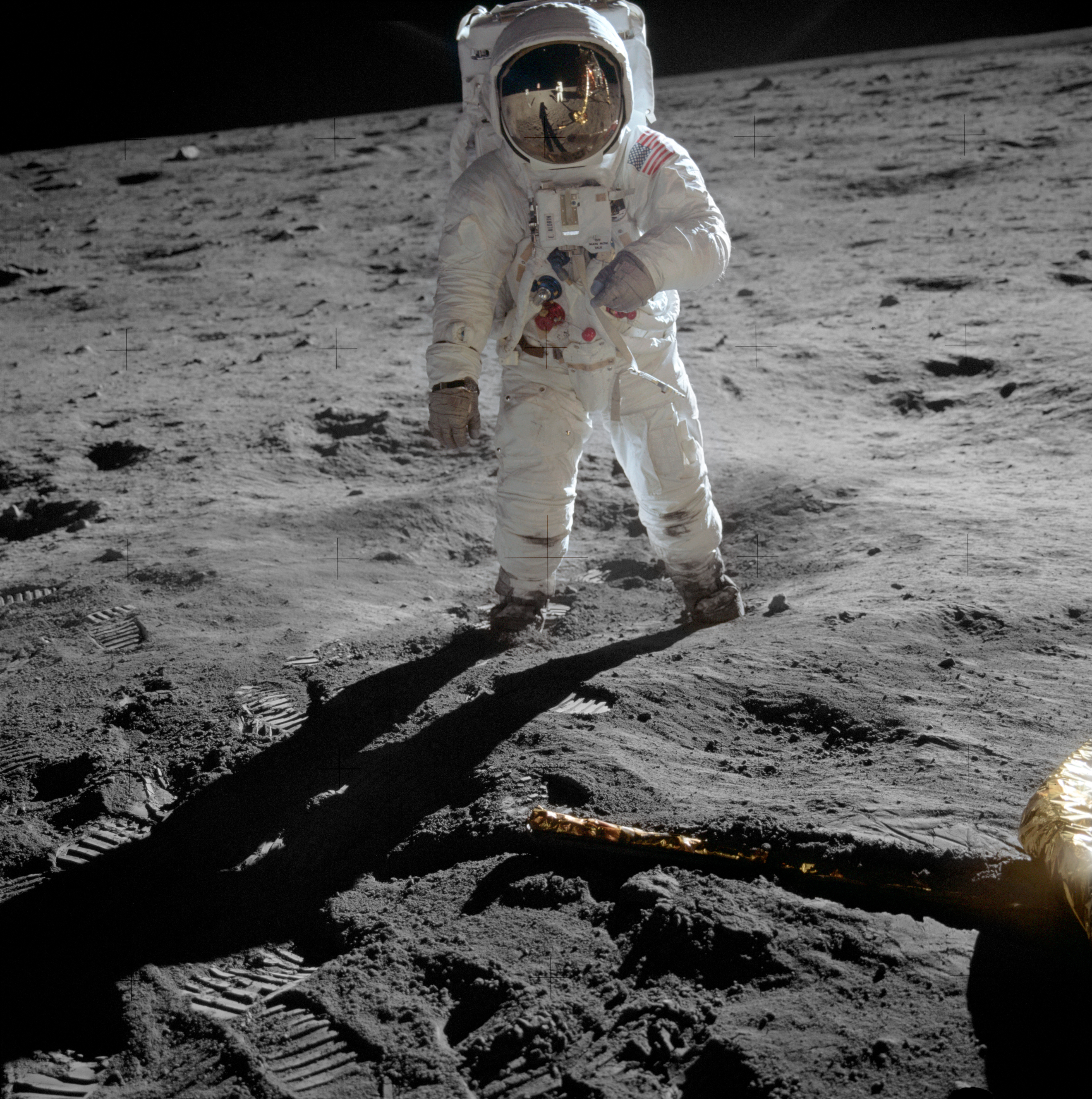
صورة لرائد الفضاء بز ألدرن التقطها له نيل أرمسترونغ خلال الهبوط الأول على القمر يوم 20 تموز (يوليو) عام 1969م.

وكالة الفضاء الأميركية (ناسا) قررت العودة إلى برنامج إنزال رواد الفضاء على القمر بحلول عام 2018 باستخدام مكوك فضائي وأجزاء من صاروخ أبولو. بعد نصف قرن على هبوط الإنسان على القمرعام 1969، وسيسمح البرنامج بارسال أربعة رواد فضاء إلى القمر وإبقائهم لأسبوع كامل، ويتبع هذا إنشاء مركز متقدم على القمر لاستقبال رحلات أخرى. وستجرى نشاطات استكشافية على الوجه الآخر من القمر.وكانت ناسا قد أرسلت أكثر من بعثة إلى القمر بين عامي 1969 و 1972، حيث بلغ عدد الرواد الذين مشوا على سطح القمر 12 رائدا.
احذر الوشم: حذرت دائرة الغذاء والدواء الأمريكية من الآثار السلبية الناتجة عن عمليات الوشم أو ما يسمى بـ «الماكياج الدائم» والذي تستخدم فيه مواد ملونة مستخرجة من أنسجة أو خلايا الحيوانات والنباتات يتم حقنها تحت الجلد لرسم خطوط الرموش والحاجبين والشفاه. لكا له من تأثيرات جانية أخطرها تشوه في الجلد وصعوبة في تناول الطعام. وتورم وتشقق في الجلد، وتقشر وتقرح وظهور ندبات وحبوب؛ إضافة إلى التهابات مزمنة حول العيون والشفاه وهي عوارض من بينها التهاب الشفاه لتتسبب في بعض حالات تشوه كبير أدى إلى صعوبة في تناول الطعام والقدرة على الكلام بشكل طبيعي.

## الأحد 18 سبتمبر 2005
• اعلنت الشرطة الفلسطينية انها أغلقت الحدود الجنوبية لقطاع غزة بعد ستة أيام من الفوضى شهدتها الحدود الفلسطينية المصرية في اعقاب الانسحاب الإسرائيلي من القطاع الاسبوع الماضي.•
• بعد إعلان الزرقاوي الحرب الشاملة على الشيعة في العراق 
حذر مفتي عام السعودية الشيخ عبد العزيز آل الشيخ العراقيين «سنّة وشيعة» من استدراجهم إلى حرب طائفية أهلية يذكيها بينهم أعداؤهم «ممن لا يريدون للعراق وأهله خيراً».•
• رواج اقتصادي بين غزة والعريش •: في الأيام الثلاثة الأولى من فتح الحدود بين قطاع غزة ومصر عبر آلاف المواطنين من الجانبين بهدف لم الشمل والتجارة وحب الاستطلاع. وكان الفلسطينيون قد اجتاحوا مدينة العريش فأتوا على الأطعمة والمشروبات لدرجة أن سكانها لم يجدوا ما يأكلونه في الايام الثلاثة الأولى. وشهدت المدينة طفرة اقتصادية لم تشهدها في تاريخها. وارتفعت أسعار النوم " والمواصلات من مدينة رفح المصرية إلى العريش إلى أرقام خيالية ً. وفي قطاع غزة الفلسطيينون رفعوا اجرة المواصلات من مدينة رفح الفلسطينية إلى مدينة غزة التي شهدت رواجا.
• أفغانستان اليوم تشهدأول انتخابات نيابية• : بعد سقوط نظام حركة «طالبان» في نوفمبر 2001. يتنافس فيها أكثر من 5800 مرشح ويشارك فيها 12.5 مليون ناخب واتخذت اجراءات أمنية استثنائية لضمان أمن الانتخابات يشارك فيها عشرات الآلاف من قوات الجيش والشرطة الأفغانيين والقوات الأمريكية وقوات حلف شمال الأطلسي. ويتوقع حصول الرئيس حميد كارزاي على غالبية مؤيدة له بالبرلمان الأفغاني الجديد.•
• من مسلسل القتل في أفغانستان •: أعلن الجيش الأميركي أن مترجماً أفغانياً لقي حتفه، وأصيب اثنان من عناصره في إقليم جروزني قرب قندهار، بعدما انفجرت عبوة ناسفة في السيارة التي كانت تقلهم. بينما شدّدت القوات الباكستانية الإجراءات الأمنية على طول الحدود الطويلة مع أفغانستان لمنع تسلل المقاتلين
•انتخابات ألمانيا ومصير شرودر اليوم:

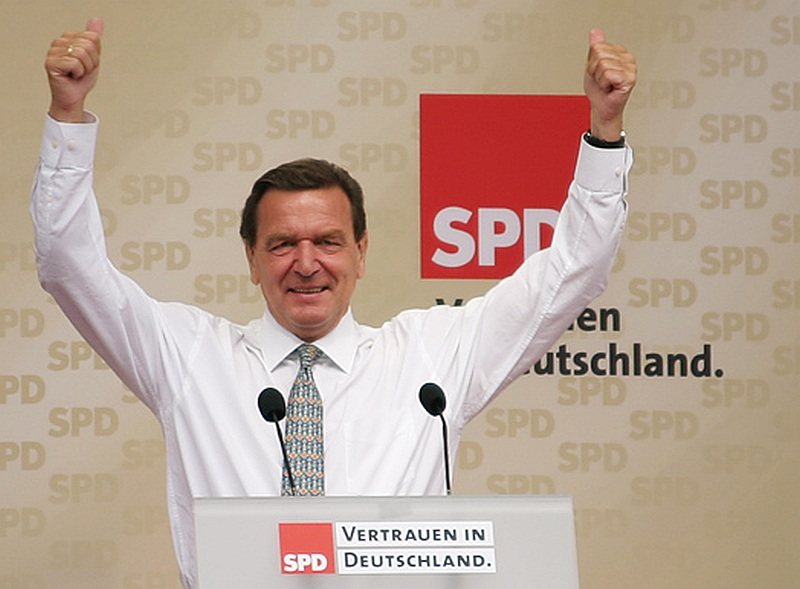
شرودر في مؤتمر حزبي في 09.10 2005

يتوجه 62 مليون ناخب ألماني إلى صناديق الاقتراع اليوم لتقرير مصير حكومة المستشار الألماني غيرهارد شرودر. ويزيد عدد النساء عن نصف عدد الناخبينً. ويتنافس 3648 مرشحاً ينتمون إلى 25 حزباً على 598 مقعد نيابي. وكان شرودر بادر قبل ثلاثة أشهر إلى الدعوة لحل البرلمان واجراء انتخابات قبل سنة من موعدها بعدما لمس عدم دعم كامل لنهجه الإصلاحي. وعلى رغم أن الشعب الألماني عاقب المستشار وحزبه الاشتراكي الديموقراطي في أكثر من ولاية ورفض الإصلاحات الاجتماعية التي مع ذلك أبدى كثيرون اقتناعاً بضرورتها، وضع شرودر الناخبين أمام خيارين: إما نهجه الإصلاحي الذي يحافظ على الدولة الاجتماعية، وإما نهج المعارضة المسيحية ومرشحتها لمنصب المستشار آنجيلا مركل الذي يقضي على هذه الدولة. وبسبب التقارب الشديد في الأصوات بين معسكري الحكومة والمعارضة تابعت الأحزاب المتنافسة حملتها الانتخابية أمس السبت في سباق مع الوقت. فهل ستنتخب أول امرأة في تاريخ ألمانيا لمنصب المستشار الاتحادية وأول شرقية لهذا المنصب؟. وشرودر لن يكون مستعداً لدخول حكومة تحالف بقيادة مركل، ويفضل ترك الساحة السياسية لأحد قادة حزبه الجدد.
• إسرائيل في قائمة دول العالم المصدرة للأسلحة •: في المرتبة الرابعة بعد الولايات المتحدة وروسيا وبريطانيا بلغت قيمة صادرات إسرائيل العسكرية 14 مليار دولار، وفق تقرير رسمي قدم إلى أعضاء الكونجرس الأميركي يعكس الارتفاع الكبير لمبيعات الأسلحة في العالم والمنافسة الشديدة بين الدول. وقامت بتطوير وتجديد أسلحة قديمة، بمئات ملايين الدولارات لكل من الهند والصين وتركيا. وتعتبر الهند أكبرمستورد أسلحة من إسرائيل، تليها تركيا. والتنظيمات القتالية في كولومبيا ومجموعة من تجار الأسلحة الأفراد وهم في الأساس جنرالات وضباط سابقون في الجيش الإسرائيلي، اكتسبوا خبرة في الأسلحة وفي النشاط القتالي، فانطلقوا إلى دول العالم المختلفة لبيعها، واختاروا دولاً من العالم الثالث بغض النظر عن اهداف استخدامها والجهة التي ستحصل عليها. من بينها صفقات أسلحة لتنظيم «القاعدة» بقيادة أسامة بن لادن بقيمة 20 مليون دولار
• تواصل مسلسل السيارات المفخخة بالعراق •: انفجرت سيارة في سوق شعبية في النهروان، إحدى الضواحي الشرقية لبغداد، أسفرت60 قتيلاً وجريحا. وقال الجيش الأميركي ان القوات المتعددة الجنسيات استطاعت شن غارات على موقع يعتقد أنه يستخدم من قبل المقاومة إلى الجنوب الغربي من مدينة الموصل. وأدى انفجار سيارة مفخخة إلى سقوط قتيل و17 جريحا في بعقوبة «60 كلم شمال شرق بغداد»، بينما عثر على 11 جثة لأشخاص قتلوا بالرصاص. ومقتل سودانيين من سائقي الشاحنات وشرطي في هجومين مسلحين في بغداد. وقتل شرطيان أحدهما برصاص القوات الأمريكية في محافظة نينوى أثناء اشتباكات جرت بين مجموعة مسلحة وبين دورية للشرطة العراقية.
• أمريكا تتهم سوريا بزرع الموت بالعراق• : صعدت الولايات المتحدة لهجتها ضد سوريا ووجهت علي لسان مساعد المتحدث باسم وزارة الخارجية ادام ايريلي الاتهام لها في سلسلة العمليات الانتحارية الجديدة التي يشهدها العراق وهددتها بتحرك دولي في حال لم تنجح في منع الإسلاميين من استخدام لأن سوريا تسمح بأن يستخدم إرهابيون أراضيها كقاعدة خلفية لعملياتهم لزرع الموت في العراق". وأكدت صحيفة تشرين الحكومية السورية: ان اعظم وأقوى دولة في العالم تسعى إلى تجنيد كل دول العالم بلا استثناء لمعاقبة سوريا إما بعزلها أو بفرض العقوبات عليها واستصدار القرارات التي تفرض على سوريا عقوبات سياسية واقتصادية. فالاتهامات التي توجه إلى سوريا جاهزة وتحت الطلب وهي مسبقة الصنع الأمريكي الإسرائيلي.. تارة هي لا تضبط حدودها مع العراق وأخرى دورها في دعم الجماعات الارهابية ومرة ثالثة دور ما في تقويض الأمن في لبنان وغير ذلك. وشددت الصحيفة على أنها تتحدى إدارة الرئيس الأمريكي جورج بوش ان تقدم دليلا واحدا على تلك الاتهامات اللهم الا إذا لجأت هذه الإدارة إلى أسلوبها الذي مارسته في أفغانستان والعراق وهو أسلوب الكذب والتضليل
• 
 قال الرئيس العراقي جلال طالباني انه تحدث في جزء من كلمته أمام الأمم المتحدة الأسبوع الماضي باللغة الكردية «للتأكيد على ان الشعب الكردي جزء من العراق». •
•شارون يخشي السجن ببريطانيا•: قاض بريطاني اصدر في بداية الأسبوع مذكرة استجواب في حق الجنرال الاحتياطي الإسرائيلي دورون الموج القائد السابق لمنطقة جنوب إسرائيل، بناء علي طلب مكتب محاماة في لندن موكل عن المركز الفلسطيني لحقوق الإنسان. وفضل دورون الموج عدم النزول من الطائرة في مطار هيثرو الدولي في لندن، بعد أن عرف بأمر المذكرة خلال الرحلة، خوفا من أن يتعرض للتوقيف.و ابلغ رئيس الوزراء الإسرائيلي ارييل شارون رئيس الوزراء البريطاني توني بلير خلال محادثة علي هامش أعمال الجمعية العامة للامم المتحدة في نيويورك، انه يخشي ان يتم توقيفه في حال زار لندن. وذكرت صحيفة يديعوت احرونوت ان شارون قال لبلير اود فعلا زيارة بريطانيا، لكن المشكلة تكمن في انني انا أيضا مثل الجنرال الموج خدمت سنوات عديدة في الجيش الإسرائيلي. انا أيضا جنرال وسمعت ان سجون بريطانيا قاسية جدا ولا احبذ ان اجد نفسي فيها.
• السودان يطالب بمعاقبة أمريكا دوليا •: وجه وزير الخارجية السوداني مصطفى عثمان إسماعيل في كلمة أمام اجتماع قمة العالم بشأن إصلاح الأمم المتحدة نداء للأمم المتحدة بمعاقبة الولايات المتحدة لتدميرها مصنعا للأدوية بصواريخ كروز في عام 1998 في إطار حملة لواشنطن على الإرهاب. ودعا الأمم المتحدة لاتخاذ الإجراءات الضرورية والعادلة في إطار القانون الدولي ونناشد المجتمع الدولي ككل دعم هذا المطلب العادل والمشروع.
• عقب انتهاء مباحثات القمة المصرية - السودانية بين الرئيسين مبارك وعمر البشير في مدينة الإسكندرية، أكد الرئيس المصري حسني مبارك 

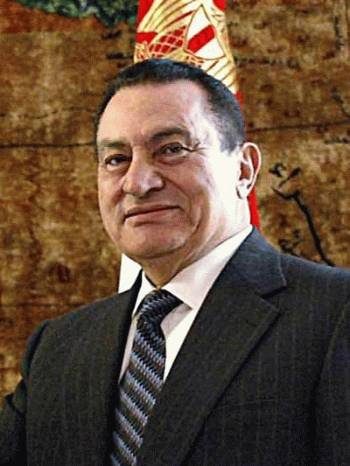
مبارك

أنه معني تماما بأن تتم مصالحة وطنية شاملة بين أبناء السودان سواء فيما يتعلق باتفاق السلام مع الجنوب أو الوضع في دارفور أو الوضع في شرق السودان. •
• إيران تحذر الغرب •: في خطابه امام الجمعية العامة للأمم المتحدة عرض الرئيس الإيراني محمود أحمدي نجاد على الشركات الأجنبية المشاركة في تخصيب اليوانيوم الإيراني لطمأنة المجتمع الدولي إلى الأهداف المدنية لبرنامجه النووي. وحذر الرئيس الإيراني من أن إيران ستعيد النظر في موقفها النووي إذا لجأ الغرب للتهديد. وقال الرئيس الإيراني ان لبلاده حقا ثابتا في إنتاج الوقود النووي واتهم الولايات المتحدة بانتهاك المعاهدات النووية الدولية.
• اعمار جزيرة العبيد •: بعد عودته إلى داكار وتعهد أمير قطر على هامش قمة الأمم المتحدة أعلن الرئيس السنغالي عبد الله واد أن قطر وافقت على تمويل مشروع بكلفة 10 ملايين يورو يهدف إلى إعادة تأهيل جزيرة جوريه الواقعة قبالة ساحل داكار والتي انطلق منها عبر ثلاثة قرون العبيد إلى القارة الأمريكية. وأوضح أنه «قلق جداً على التدهور» السريع الذي يصيب الجزيرة التي «تضربها الرياح من كل الأنواع منذ عدة قرون».
• لقاء عباس وشارون مطلع أكتوبر• :
لقاء سيعقد في مطلع أكتوبر بين رئيس الوزراء الإسرائيلي ارييل شارون والرئيس الفلسطيني محمود عباس إما في قطاع غزة وإما في إسرائيل. والمحادثات ستتناول الخطوات المقبلة التي ستقوم بها إسرائيل ووسائل تطبيق خريطة الطريق. فيما رفضت حركة المقاومة الإسلامية «حماس» التهديدات الإسرائيلية بعرقلة الانتخابات التشريعية الفلسطينية لمنعها من المشاركة. آخر خطة دولية للسلام بين الفلسطينيين والإسرائيليين.
• عزل أيمن نور من رئاسة حزب الغد •: يشهد حزب «الغد» المصري المعارض الذي يرأسه أيمن نور انشقاقا حادا بعدما تقدم المهندس موسى مصطفى موسى النائب الأول لرئيس الحزب ووكيل المؤسسين بطلب موجهاً إلى صفوت الشريف رئيس لجنة شئون الاحزاب لعزل نور من رئاسة الحزب وتجميد عضويته بالحزب، وتجميد عضوية كل من وائل نوارة مساعد رئيس الحزب وإيهاب الخولي مساعد السكرتير العام للحزب. والمهندس موسى يرأس مجموعة تطلق على نفسها «شرفاء الغد» وكان أيمن نور (44 سنة) قد حاز علي المركز الثاني في انتخابات الرئاسة ضد حسني مبارك مؤخرا.
• رفض استقالة وزير الثقافة المصري: رئيس الوزراء المصري رفض الاستقالة التي قدمها فاروق حسني وزير الثقافة الذي يتولى منصبه منذ الثمانينيات وسط انتقادات علنية بسبب كارثة حريق مسرح بني سويف التي أسفرت عن سقوط 46 قتيلاً في الخامس من سبتمبر. وطلب من فاروق حسني الاستمرار في عمله بناء على تعليمات الرئيس حسني مبارك.•

## الأر بعاء14 سبتمبر2005
• مسودة الدستور العراقي وصلت الأمم المتحدة• : قال حسين الشهرستاني نائب المتحدث باسم البرلمان العراقي ان مسودة الدستور العراقي سلمت إلى بعثة الأمم المتحدة في بغداد التي ستتولى توزيعها على العراقيين قبل موعد الاستفتاء المقرر منتصف الشهر المقبل. وان النسخة النهائية من الدستور أدخل عليها بعض التعديلات التتضمنت التزام العراق بميثاق جامعة الدول العربية،
 وسيطرة الحكومة المركزية على مصادر المياه، بالإضافة إلى وجود نائبين فقط لرئيس الوزراء وليس ثلاثة. ومن المنتظر ان يوزع الدستور على العراقيين قبل الاستفتاء عليه في منتصف أكتوبر المقبل.•
• فرنسا: قطاع غزة أرض محتلة• : ابلغ دوني سيمونو مساعد المتحدث باسم وزارة الخارجية الصحفيين ان بلاده تدعم الموقف الدولي الذي يؤكد ان - الوضع القانوني لقطاع غزة لم يتغير وانه لا يزال ارضا محتلة-.
• بوش: إيران لها الحق في برنامج نووي: أعلن الرئيس الأمريكي جورج بوش أن إيران لها الحق في برنامج نووي مدني بشرط ألا تحصل على الخبرة أو المواد اللازمة لصنع سلاح ذري.وتؤكد إيرن أن لها كل الحق في تطوير تقنية نووية لتوليد الكهرباء، في حين تريد الولايات المتحدة والاتحاد الأوروبي من مجلس الأمن أن يتولى قضية إيران بعد استئنافها عملية تحويل اليورانيوم في الشهر الماضي.•
• مرض التهاب الدماغ يهدد الهنود• : آلاف الهنود المصابين بمرض التهاب الدماغ في ولاية اوتار براديش الهندية الشمالية الفقيرة حيث توفي أكثر من 700 خلال الاسابيع الماضية بسبب هذا المرض. وينجم المرض الذي اكتشف لأول مرة في اليابان عن الإصابة بفيروس ينتشر عن طريق البعوض ويصيب مخ الإنسان وأعراضه هي الحمى الشديدة والصداع الشديد والتشنجات ويمكن أن يؤدي إلى الشلل والغيبوبة والوفاة.وأغلب المصابين من الأطفال من أسر فقيرة ويمثلون 80 بالمئة من الوفيات حتى الآن في شمال الهند.ويرقد عشرات الأطفال على أسرة معدنية نقالة حوله يحتضنهم اباؤهم المنهكون أو يضخون الهواء إليهم بأجهزة تنفس يدوية لساعات طويلة.وكان يمكن منعه أو على الأقل الحد منه عن طريق حملة لتطعيم الأطفال الأكثر عرضة للإصابة بسبب ضعف مناعتهم. وتصل الآلاف من جرعات التطعيم الآن إلى الولاية لكن لم يعد لها جدوى بالنسبة لالاف المصابين بالفعل.
• صلاة الشكر على أنقاض مستوطنة نتساريم •:
أدى قادة حركة الجهاد الإسلامي الثلاثاء صلاة الشكر على أنقاض مستوطنة نتساريم جنوب مدينة غزة حيث أكدوا ان المقاومة مستمرة طالما ظل الاحتلال الإسرائيلي يغلق قطاع غزة ويسيطر على معابره واجوائه. وقاموا بنصب رايات الحركة السوداء على انقاض مساكن المستوطنين التي تحولت إلى ركام وكنيس المستوطنة الذي كانت جرافة تابعة للسلطة الفلسطينية انهت هدمه. ومنع افراد من الشرطة المصورين من التقاط صور للكنيس وهو يهدم.
• تدفق الفلسطينين إلى رفح المصرية•:
في رفح على الحدود مع مصر بعد رحيل الجيش الإسرائيلي عن المنطقة الحدودية الاثنين، اجتاز عشرات الاشخاص السياج الحدودي في الاتجاهين في وقت لم يعرف بعد ما سيؤول إليه وضع هذا المعبر. للقاء افراد عائلاتهم في حين يتوجه اخرون إلى مصر للعودة بالاغذية أو السجائر التي تباع بأسعار تقل كثيرا عن أسعارها في غزة. واعربت إسرائيل عن قلقها ازاء حركة العبور على الحدود. وإلي مدينة العريش المصرية التي تبعد 55 كم عن الحدود المصرية مع قطاع غزة، توافد الآلاف المؤلفة من جموع وجماهير الفلسطينيين على متن الشاحنات وسيارات الأجرة التي أقلتهم من مدينة رفح المصرية بعد أن اجتازوا الشريط الحدودي مندفعة من «سجن غزة». وقد اعلنت السلطات المصرية انها اكتشفت نفقا مليئا بالأسلحة على حدودها مع غزة واصدرت تعليمات الي الفلسطينيين الذين توافدوا على الشطر المصري من مدينة رفح بالعودة إلى اراضيهم. وكان رجال شرطة مصريون يجوبون المدينة ويطلبون من الفلسطينيين عبر مكبرات الصوت العودة إلى اراضيهم والا فسيتم القبض عليهم أو طردهم. وكان مسلحون من حركة حماس فتحوا بالمتفجرات ثغرة في الجدار المقام على الحدود لتسهيل العبور بين شطري المدينة.
• مسلسل القتل في العراق •:•: في ساعة مبكرة بساحة العروبة في حي الكاظمية شمالي بغداد فجر انتحاري سيارة مفخخة ما أسفر عن مقتل 114 وجرح 160 على الأقل.و الهجوم استهدف عمال البناء الذين يتجمعون عادة في ساحة العروبة بحثا عن عمل. وقف منفذ الهجوم في الساحة بسيارته قائلا إنه يبحث عن عمال ثم فجر ما يحمله من متفجرات فور تجمعهم حوله.و تناثرت جثث القتلى والجرحى في أنحاء الساحة بينما أتت النيران على عدة سيارات. وبينما كانت سيارات الإسعاف والإطفاء تتوافد على الكاظمية دوت تفجيرات أخرى في أحياء من بغداد وقتل فيها نحو سبعة عراقيين. وفي حي العدل غربي العاصمة استهدف هجوم بسيارة مفخخة دورية للحرس الوطني العراقي قتل فيه ثلاثة جنود عراقيين وأحرقت آليتهم.واستهدف هجوم انتحاري ثالث بسيارة مفخخة حي الشعلة شمال غربي العاصمة ما أسفر عن مقتل أربعة مدنيين وجرح 22 آخرين.كما جرح جنديان أميركيان في هجوم انتحاري بسيارة مفخخة استهدف قافلة عسكرية أميركية بشارع القناة شرقي بغداد.
واستهدف هجوم مماثل دورية أميركية على طريق محمد القاسم قرب منطقة بغداد الجديدة.وفي التاجي شمالي بغداد قتل 17 مدنيا عراقيا. وكان المسلحون يرتدون زي جنود ووصلوا إلى التاجي في آليات عسكرية وأوقفوا عددا من أعضاء عشيرة بني تميم قبل تجميعهم في ساحة عامة وإطلاق الرصاص عليهم. ويرى أن هذه الهجمات رد على العمليات العسكرية الأميركية في أنحاء العراق خاصة في تلعفر شمالي البلاد.
• أكد وزير التجارة والصناعة السعودي هاشم يماني أن السعودية ستتعامل مع كل الدول الاعضاء في منظمة التجارة العالمية بعد انضمامها الي هذه المنظمة.
و كان بيان أمريكي افاد ان المملكة وافقت علي السماح بالتجارة مع إسرائيل في اطار مفاوضاتها مع الولايات المتحدة للانضمام الي المنظمة.•
• مشاهدة أبعد انفجار كوني•
قالت وكالة أبحاث الفضاء الأمريكية إن المسبار الفضائي سويفت ومراصد أرضية رصدوا انفجارا كونياستمر 3 دقائق لأبعد نجم يقع في الكون على بعد 12.6 مليار سنة ضوئية عند حافة الكون المنظور. ولم يسبق رؤيته من قبل.و سببه وفاة نجم بعد 500 مليون إلى مليار عام من الانفجار الكبير الذ تسبب في نشأة الكون. وهذا الانفجار كان لأشعة غاما. ومعروف أن انفجارات أشعة غاما تصدر قدرا هائلا من الطاقة الإشعاعية التي تظهر من حين لآخر في أرجاء الكون بشكل مفاجئ. ويمكن لهذه الانفجارات أن تصدر قدرا من الطاقة في غضون دقائق يعادل ما تصدره شمسنا خلال 10 مليارات سنة!. وهذا الانفجار الإشعاعي إشارة إلى «موت» نجم عملاق تلاشى وتحول إلى ثقب أسود.و مسافة الانفجار الأخير تفوق ب500 مليون سنة ضوئية أبعد انفجار كوني مسجل في السابق. وتساعد دراسة الانفجارات الكونية البعيدة التي تقع على أطراف الكون المنظور العلماء في معرفة كيفية تطور الكون بعد نشوئه.وكان العلماء والباحثون يتابعون الانفجار عبر مراصد أرضية منتشرة في أربع قارات.

## الأحد11 سبتمبر2005
• اليوم الذكري الرابعة لأحداث 11 سبتمبر في نيويورك •.
• مجازرضد السنة بتلعفر•: أطلق رئيس وزراء العراق إبراهيم الجعفرى يد القوات العراقية والأمريكية لاقتحام مدينة تلعفر السنية العراقية وتطهيرها من عناصر المقاومة السنية. واعلن الجعفري ان هذه العملية العسكرية التي تنفذ باسناد من القوات متعددة الجنسيات قد انطلقت فجر أمس. وقال الجعفرى «لقد اصدرت الأوامر لتطهير مدينة تلعفر استجابة لمناشدات اهالى المدينة ورؤساء عشائرها من الشيعة والأكراد السنة. واعلن وزير الدفاع العراقي سعدون الدليمي عن توسيع نطاق العملية لتمتد إلى اربع مدن أخرى هي الرمادي وسامراء والراوة والقائم. وقال الدليمي في المؤتمر الصحفي الذي عقده مع الجعفري ان العملية ستنجز في غضون يومين إلى ثلاثة أيام فقط. وقال» أود أن أقول لاهلنا في القائم وفي سامراء والرمادي نحن قادمون. وكان العراق قد اغلق حدوده مع سوريا عند نقطة ربيعة الحدودية على الطريق الرئيسي إلى مدينة الموصل الشمالية اعتباراً من اليوم وحتى إشعار آخر. واستنكرت هيئة علماء المسلمين في العراق العمليات العسكرية التي تقوم بها القوات الأمريكية والعراقية في مدينة تلعفرالسنية شمال العراق. ووصف بيان للهيئة العملية بانها عملية ذبح وفلوجة ثانية وناشد الحكومة الحالية وقف ما وصفها بالمجزرة ضد السنة.
• أدت سلسلة من العمليات المتفرقة في العراق امس إلى مقتل 8 من القوات النظامية بينهم ضابطان واصابة 18 آخرين في هجمات متفرقة أسفرت عن مصرع 16 مدنيا وإصابة 45 بجروح. وسقطت قذائف صاروخية في الساعة الثانية من فجر أمس على ثكنة للجيش الأمريكي في المدنية. •
• بوش يعترف بكارثة كاترينا •: ناشد الرئيس الأمريكي جورج بوش بأن يتغلب الأمريكيون على محنة إعصار كاترينا التي حجبت ذكرى هجمات الحادي عشر من سبتمبر عام 2001. وقال بوش «تواجه أمريكا اليوم كارثة أخرى سببت دمارا وموتا. لكن هذه المرة لم تكن الازمة عن حقد أشرار وانما بفعل غضبة المياه والريح». وأضاف «ستتغلب أمريكا على هذه المحنة وسنكون أقوى منها». وقال بوش «بعد أربعة أعوام يتذكر الأمريكيون الخوف والمجهول والاضطراب في صباح ذلك اليوم المروع». وأضاف «لكننا نتذكر قبل كل شيء تصميم أمتنا على الدفاع عن حريتنا واعادة بناء مدينة جريحة والاهتمام بجيراننا وقت الشدة». 

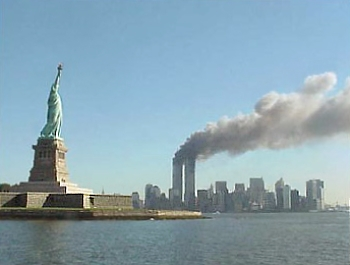
صورة لبرجي التجارة العالميين في نيويورك بعد اصطدام الطائرات بهما

• قال إدوارد كنيدي السناتور الديمقراطي عن ولاية ماساتشوستس في تصريح أمس الأول الجمعة «مع الذكرى الرابعة لهجمات 11 سبتمبر على الرئيس بوش أن يعترف بأنه اخطأ في استغلال مأساة 11 سبتمبر لتبرير الحرب على العراق. الحرب أنتجت ارهابيين أكثر تصميما على مهاجمة بلدنا وجعلت أمريكا أقل أمنا». وأضاف كنيدي «من الواضح أننا بعد مرور أربعة أعوام على هجمات 11 سبتمبر غير جاهزين بشكل كاف للتعامل مع هجوم اخر مدمر كما يتضح من استجابة الحكومة الخرقاء للاعصار كاترينا». •
• بعد أربعة اعوام على اعتداءات 11 سبتمبر 2001، تعزز عودة أعمال العنف والمؤشرات حول وجود مقاتلين اجانب، نظرية ظهور تنظيم القاعدة مجددا في أفغانستان بهدف تحويل هذا البلد إلى «عراق ثان» وفي حين اعتبر الجيش الاميركي في بداية العام ان المتمردين في أفغانستان، كانوا من الطالبان أو آخرين، هم «على وشك الانهيار»، فان هؤلاء اثبتوا العكس بشنهم سلسلة من الهجمات غير المسبوقة منذ اربع سنوات. وقال مسؤول في الأجهزة الأمنية الغربية ان «حركة المتمردين أقوى هذه السنة لان المقاتلين أصبحوا أفضل تدريبا». •
• «لطموا الفك» كتاب جديد يحكي قصة هروب بن لادن
```
•: •:
```

عن حصار «تورا بورا» ينتظر خبراء الإرهاب في الولايات المتحدة طبع كتاب جاري بيرنستن مسؤول سابق بالمخابرات المركزية عن «معارك تورا بورا» بجبال أفغانستان لمعرفة حقيقة ما حدث في تلك الجبال في نهاية عام 2001 وكيف تمكن أسامة بن لادن من الفرار من الحصار المحكم الذي فرضه الأمريكيون حول الكهوف التي لجأ إليها بعد سقوط نظام طالبان. والكتاب يحكي قصة قصة الصراع الغامض بين الولايات المتحدة والقاعدة. والكاتب قاد وحدات الكوماندوز التابعة للمخابرات المركزية خلال حصار تورا بورا. ولم يحصل بيرنستن على تصريح بنشر الكتاب فاضطر إلى اللجوء إلى القضاء لإجبار الوكالة على احترام قواعد النشر.
• بعد اربع سنوات من اعتداءات 11 سبتمبر 2001، أصبح العراق مع الغزو الاميركي في مارس 2003، ارضا للجهاد بالنسبة لتنظيم القاعدة والموقع الرئيسي لـ«الحرب الوقائية» على الإرهاب العالمي التي اعلنها الرئيس الاميركي جورج بوش. واعتبر الامين العام للامم المتحدة كوفي عنان ان العراق أصبح مركزا للإرهاب «اسوأ من أفغانستان» أيام حكم حركة طالبان. •
• بعد اربع سنوات من اعتداءات 11 سبتمبر 2001 في الولايات المتحدة، اتخذ تنظيم القاعدة الذي حرم من مقره الأفغاني بسبب ملاحقته في جميع أنحاء العالم، من شبكة الإنترنت نوعا من «المقر العام» للقيام «بجهاده الاعلامي».•
• رؤية هلال رمضان هذا العام ظاهرة فريدة تحدث كل 540 سنة •: قال نائب رئيس الجمعية الفلكية البحرينية إن مشاهدة ولادة هلال شهر رمضان المبارك لعام 1426 هجرية ستكون ممكنة وبوضوح في سماء العالم العربي يوم الإثنين الموافق 3 أكتوبر القادم في حدث لايتكرر إلا بعد حوالى 540 سنة. لأن المواطنين في دول الخليج العربية سيتمكنون من رؤية هذه الظاهرة الربانية بدءا من الساعة الثانية عشرة والنصف ظهرا حتى الثالثة عصرا بواسطة النظارات الخاصة حيث سيحدث خلال هذه الفترة كسوف جزئي للشمس. واضاف انه يمكن رؤيته أيضا في مصر واليمن والعراق، أما في ليبيا والسودان وتونس وفرنسا فسيحدث كسوف كلى حلقى يمكن من رؤية الهلال بوضوح أكثر.وهذه الظاهرة حدثت مرة منذ بعثة الرسول صلي الله عليه وسلم وهذه المرة الثانية في تاريخ الإسلام.
• العاهل السعودي يمنع تفبيل الأيدي:

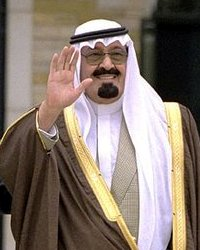
العاهل السعودي والإصلاح

في مرسوم ملكي أصدره الملك عبد الله الذي تولى العرش مؤخرا وضع العاهل نهاية لظاهرة تقبيل المواطنين يده أو يد أفراد العائلة المالكة، باعتبارها عادة دخيلة على تقاليد المملكة وفيه إهانة للنفس الشريفة. تؤدي إلى الانحناء وهو أمر مخالف لشرع الله والمؤمن لا ينحني لغير الله الواحد الأحد«.والشخص يجب أن يقبل يدي والديه فقط، كدليل على التوقير والاحترام».•

## أخبار سريعة
• الانتخابات المصرية: مبارك يفوز ب88،6% ونسبة المشاركة 23% •
• أمرت الحكومة العراقية قواتها بإعادة فتح مطار بغداد امس الجمعة بعدما أغلقته شركة بريطانية خاصة تتولي حراسة المطار أمام الركاب بسبب خلاف علي فواتير لم تدفعها الحكومة العراقية.
• الجيش الإسرائيلي يجمع معداته استعدادا للخروج من غزة
• شاب فلسطيني فقد حياته لمحاولته رفع علم حماس على انقاض مستوطنة
• ناشد الرئيس العراقي جلال طالباني الولايات المتحدة عدم التسرع بسحب قواتها من بلاده وكان طالباني قد التقي في واشنطن برجال اعمالإسرائيليين ودعاهم للاستثمار بالعراق
• مواجهات بين الجيش الإسرائيلي ومتظاهرين في قرية بعلين في الضفة الغربية

## • أخبار اليوم•
• اكدت مصادر لبنانية ان البيت الأبيض ربما نصح الرئيس اللبناني أميل لحود بتأجيل زيارته الي واشنطن في حين ان أعضاء الوفد وصلوا الي الولايات المتحدة. ويتوجه النائب اللبناني سعد الحريري نجل رئيس الوزراء السابق رفيق الحريري الذي اغتيل في 14 فبراير الاسبوع المقبل إلى نيويورك للقاء مشاركين في القمة العالمية للامم المتحدة. •
• هيئة علماء المسلمين في العراق، أكبر هيئة سنية في البلاد دعت لحل الجمعية الوطنية (البرلمان) احتجاجا على مشروع الدستور مشيرة إلى أن الناخبين العراقيين هم الذين سيقررون. واتهمتها بتمرير مشروع دستور يبرر بقاءالاحتلال وتقسيم البلاد. وما زالت المناقشات مستمرة بين السنة والأكراد لإدخال تعديلات جديدة على مسودة الدستور، بعدما اتفقوا مع الزعيم الكردي السني مسعود بارزاني على نص يحدد هوية العراق كجزء من العالمين العربي والإسلامي. •
• محاصرة تلعفر بشمال العراق •: •:: من أربع جهات: بدأت القوات الأمريكية حشداً جديداً من المشاة والدروع للقيلم بعملية عسكرية لاقتحام كامل لمدينة تلعفر التابعة لمحافظة نينوي ثاني محافظات العراق والتي تشهد أوسع العمليات للجماعات المسلحة ضد القوات الأمريكية منذ سنة ونصف السنة. وتشترك قوات عراقية في العمليات بدعم جوي أمريكي
• كولن باول : يعترف بوصمة العراق •:

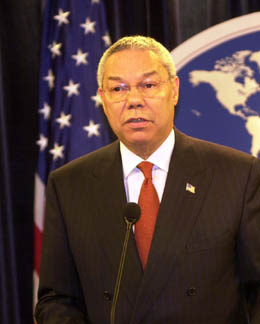
كولن باول يعترف

 في مقابلة مع شبكة التلفزيون الأميركية CNN وفي اعتراف منه بخداع الرئيس بوش والإدارة الاميركية لشن الحرب على العراق واحتلاله. قال وزير الخارجية الأمريكي السابق كولن باول : إن خطابي عام 2003 أمام الأمم المتحدة وأمام العالم حول أسلحة الدمار الشامل العراقية كان "وصمة" على سمعتي. لأنني كنت الذي قدم هذا العرض باسم الولايات المتحدة أمام العالم وسيكون باستمرار جزءا من نتائج عملي". وسيكون باستمرار أمرا مؤلما بالنسبة لي.
• من مسلسل القتل بالعراق •: شنت المقاومة العراقية هجوما على مطار كركوك شمال شرق بغداد القاعدة الرئيسية للقوات الأميركية بصواريخ الكاتيوشا سقطت على المطار غرب المدينة وذكر أن القوات الأميركيه طوقت حي الواسطي وحي حزيران بحثا عن المهاجمين. واعتقلت القوات الأميركيه ستة مسلحين في قضاء الحويجه بغرب كركوك) بعد تلقيها معلومات عن وجودهم في أحد المنازل وسط البلدة. وفي تلعفر غرب مدينة الموصل شمالي العراق تتواصل المواجهات بين القوات الأميركية والمسلحين منذ عدة أيام، وقال بيان عسكري أميركي عراقي مشترك إن القوات الأميركية والعراقية قتلت واعتقلت عددا كبيرا من المسلحين..وفي بغداد قتل شرطي وأصيب خمسة آخرون عندما أطلق مجهولون النار على دوريتهم غرب بغداد. وفجر مسجد شيعي في منطقة الدورة جنوب بغداد. وأدى الانفجار إلى إصابة حارس المبنى وانهيار جزء كبير من المبنى واحتراق كافة محتوياته. وعثرت الشرطة على ست جثث مجهولة الهوية في محطة تصفية مياه جنوب شرق بغداد، موثوقة الأطراف ومعصوبة العينين وقد أطلقت عليها النيران من مسافة قريبة. فيما لقي ستة عراقيين آخرين بينهم امرأة واثنان من عناصر الأمن مصرعهم في هجمات متفرقة
• طالباني : مستعد لزيارة إسرائيل •: 

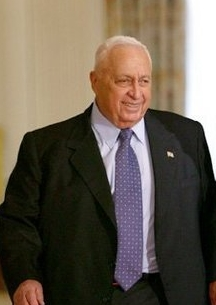
شارون واستقبال الرئيس العراقي طالباني

قال الرئيس العراقي جلال طالباني امس الجمعة في مقابلة خاصة للقناة الثانية في التلفزيون الإسرائيلي ان التقدم في العملية السلمية بين إسرائيل والفلسطينيين سيفتح الباب علي مصراعيه لإقامة علاقات بين تل ابيب والعراق. واعتبر طالباني انه لا توجد عداوة بين العراق وإسرائيل.و قال التلفزيون الإسرائيلي أن اللقاء الذي جمع طالباني مع رجل الأعمال الإسرائيلي حاييم سابان، هو لقاء تاريخي في العلاقات بين البلدين. فقال طالباني ان العراق سيقيم علاقات ديبلوماسية كاملة مع الدولة العبرية بعد قبولها بالمبادرة السعودية التي طرحها الملك عبد الله في اجتماع القمة العربية عام 2002. واضاف الرئيس العراقي ان العراقيين لا يريدون أن يكونوا فلسطينيين أكثر من الفلسطينيين انفسهم. اما حول الاستثمار الإسرائيلي في العراق فقال طالباني ان بلاده مفتوحة امام رجال الأعمال الإسرائيليين وانه يرحب بكل مبادرة منهم لفتح باب التبادل التجاري مع العراق بصورة علنية ووجه لهم دعوة رسمية الي استثمار اموالهم في العراق.وكان رجل الأعمال الإسرائيلي حاييم سابان من اصل عراقي قد نسق اللقاء مع الرئيس العراقي قد وجه له دعوة رسمية لزيارة القدس في شهر (نوفمبر) القادم حيث سيلتقي برئيس رئيس الوزراء الإسرائيلي ارييل شارون، فكان رد الرئيس العراقي بانه علي استعداد كامل بصفته الشخصية ان يلبي الدعوة التي وجهت له، ولكنه كرئيس للعراق لا يتمكن في هذه الظروف ان يصل الي القدس.واضاف سابان ان الرئيس العراقي شكره لانه فتح امامه الأبواب في واشنطن للاجتماع بصناع القرار فيها.
• الرئيس الفرنسي جاك شيراك الذي غادر المستشفى الجمعة بعد أسبوع من العلاج، لن يتمكن من حضور اجتماع الجمعية العامة للأمم المتحدة المقرر يومي 14 و16 سبتمبر في نيويورك. وسينوب عنه رئيس الوزراء دومينيك دو فيليبان. كما ألغى الرئيس الفرنسي عددا من الزيارات إلى مصر وأوكرانيا وكزاخستان.وكان الأطباء قد نصحوا الرئيس شيراك بعدم إجهاد نفسه وتجنب السفر جوا لستة أسابيع. •
• عباس يرجب بعلاقات باكستان كع إسرائيل •:

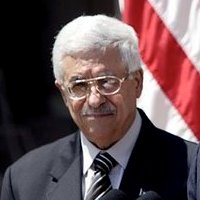
محمود عباس - أبو مازن

 صرح رئيس السلطة الفلسطينية محمود عباس بأنه يرحب بالمباحثات التي تعتبر الأولى من نوعها بين باكستان وإسرائيل. وقال إن الرئيس الباكستاني بيرويز مشرف قد أبلغه مسبقا بشأن المباحثات. وأكد له أنه لن يتم إقامة علاقات ديبلوماسية كاملة بين باكستان وإسرائيل إلى حين إقامة الدولة الفلسطينية. وأضاف عباس أنه لم يستطع أن يعارض ذلك وأنه أعطى الضوء الأخضر لمشرف طالما أن ذلك يخدم القضية الفلسطينية. من جانبها، قالت حركة حماس إن موافقة عباس على المباحثات بين تل أبيب وإسلام أباد تضر بالقضية الوطنية الفلسطينية.
• تأجيل القمة العربية لأجل غر مسمي •: قرر وزراء الخارجية العرب في اجتماعهم امس الأول في القاهرة ارجاء عقد القمة العربية التي دعت إليها مصر مرة أخرى الي اجل غير مسمي كما نزعوا فتيل الأزمة التي نشبت أخيرا بين عدد من الدول العربية والعراق بإعلانهم فتح مكتب تمثيلي للجامعة العربية في بغداد. وأعلن وزير الخارجية السوداني مصطفي عثمان إسماعيل ان وزراء الخارجية العرب اتفقوا خلال اجتماعاتهم علي عقد القمة العربية التي اقترحتها مصر «بعد شهر رمضان» للاعداد الجيد لها -
• أعرب الأمين العام للأمم المتحدة كوفي عنان عن قلقه

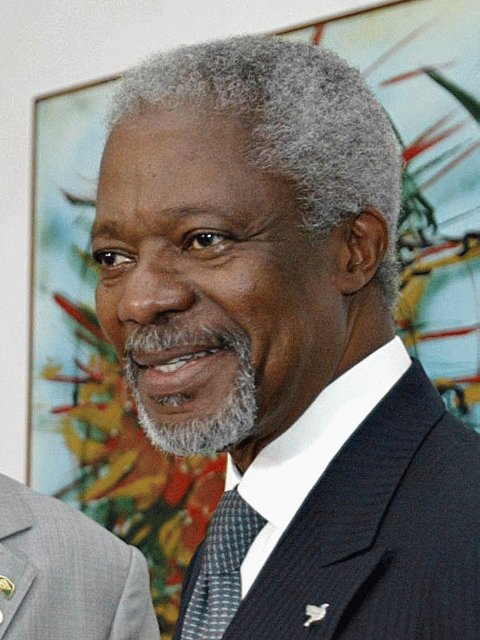
كوفي عنان

 البالغ من احتمال عدم التوصل إلى اتفاق في الموعد المحدد على مسودة الوثيقة التي من المرتقب أن تصدر عن اجتماعات الجمعية العامة الأسبوع المقبل. وحث عنان الدول الأعضاء في المنظمة الدولية على إبداء بعض الليونة فيما يتعلق بالقضايا موضع البحث خاصة إصلاح الأمم المتحدة وتحقيق أهداف التنمية ومكافحة الإرهاب. ومنع انتشار الأسلحة وعمليات الإعمار عقب النزاعات وحقوق الإنسان. •

## الجمعة9 سبتمبر2005
• فوز كاسح لمبارك•: 

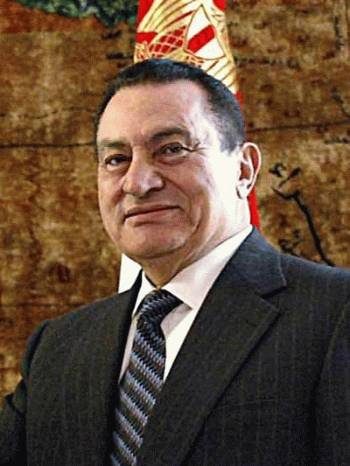
مبارك في المقدمة

لتولي ولاية خامسة لمدة ست سنوات قادمة ليحكم مصر 30 عاما، حصل مبارك علي الرئيس حسني مبارك بفترة رئاسية خامسة مدتها ست سنوات، إذ حصل علي 88.6 % من الاصوات، وهي نسبة فاقت التوقعات التي كانت تشير لنحو ثمانين %وجاء أيمن نور زعيم حزب الغد في المركز الثاني بنسبة 7.6 % بينما احتل زعيم حزب الوفد الدكتور نعمان جمعة المركز الثالث بنسبة 2.9 %.واكدت المصادر وجود مؤشرات على ضعف إقبال الناخبين على التصويت وقالت مصادر لجنة الانتخابات الرئاسية إن حوالي 7 ملايين أدلوا بأصواتهم من بين 32 مليون المقيدين بالجداول الإنتاخبية.أي حوالي 23%.
• هبوط شعبية بوش •: أظهر أجراه مركز بيو للأبحاث وشمل ألف أميركي، أن 67% ممن استطلعت آراؤهم قالوا أنه كان بإمكان بوش بذل المزيد من الجهد، و28% قد بذل نا يستطيع. كما أظهر أن شعبية بوش انخفضت إلى 40% فيما ارتفعت نسبة عدم الرضا عن أدائه إلى 52%. وهذه أسوأ نسبة يحصل عليها الرئيس خلال فترة رئاسته.
• الرئيس بوش ووزيرة الخارجية رايس لم يوجها دعوة للرئيس اللبناني إميل لحود من بين الدعوات التي وجهت إلى القادة الدوليين الذين سيحضرون الأمم المتحدة لحضور حفلتي الاستقبال الأسبوع المقبل.وبوش يلقي كلمة أمام قمة زعماء الأمم المتحدة ويوقع ميثاق مكافحة الإرهاب النووي
•
• حل لغز وفاة ياسر عرفات: أكّدت صحيفة نيويورك تايمزأن التقارير الطبيّة لا تقدّم أي تفسيرات مقنعة حول الزعيم الفلسطيني الراحل ياسر عرفات للأسباب التي أدّت إلى وفاته استنادا إلى ما توفّر من السجّلات الطبية الموجودة ا منذ وفاة عرفات في 11 نوفمبر/الماضي في فرنسا بعد نحو أسبوعين من إقامته في إحدى المستشفيات الباريسية.ومنذ وفاته. وأبقى المسؤولون الفلسطينيون وعقيلته سهى، هذه المفات الطبية سرّا. وكان صحفيان قد حصلا علي السجلات الطبية لعرفات من مسؤول فلسطيني وقدماها إلى صحيفة نيويورك تايمز وقالت الصحيفة إنّ السجلات الطبية الفرنسية تظهر أنه من المستبعد جدا أن يكون السم أو الايدز وراء وفاة ياسر عرفات.وذكرت الصحيفة أن عرفات توفي بسكتة دماغية نجمت عن نزيف سببه غير معروف، ولم يستطع أطباء عرفات ان يحددوا المرض الذي تسبب في وفاته. وكان الهزال الذي بدا على عرفات حين خرج من مقره ليستقل طائرة هليكوبتر نقلته في رحلته الأخيرة إلى فرنسا سببا في تردد شائعات عن إصابته بالايدز. •

## أخبار سريعة
• الجيش الإسرائيلي سينسحب من قطاع غزة في الأسبوع المقبل. •
• أجل وزراء خارجية الدول العربية خلال اجتماعهم في القاهرة اتخاذ قرار حول موعد عقد القمة العربية الطارئة التي اقترحت مصر عقدها. •
• المغرب يبدي رغبته في إنهاء مشكلة الصحراء الغربية •
• انفجاران في مدينة كراتشي بالقرب من مطعمي ماكدونالدز وكي إف سي •
• استمرار إضراب 87 من معتقلي جوانتنامو احتجاجا على المعاملة السيئة •
• مقتل منشقين أكراد مع استمرار التوتر بين السلطات التركية والأكراد •
• وفد سني يُجري مباحثات مع البارزاني في أربيل اليوم •
• عينت تايلاند ذات الغالبية البوذية الجنرال سونتي بونياراتاجلين كأول قائد مسلم للجيش للقضاء على الثورة في جنوب البلاد الذي تقطنه أغلبية مسلمة. لكسب قلوب وعقول المسلمين في الجنوب. •

## أخبار الرياضة
•انطلقت في العاصمة القطرية الدوحة اليوم الخميس منافسات بطولة كأس أمم آسيا الثالثة والعشرين لكرة السلة، حيث استهل المنتخب الصيني مسيرة الدفاع عن لقبه بفوز ثمين على إيران بنتيجة 76-61 ضمن المجموعة الثانية للبطولة.
• تأهلت المكسيك إلى نهائيات مونديال 2006 في ألمانيا بعد فوزها الساحق على بنما 5-صفر لتتصدر تصفيات اتحاد الكونكاكاف (أميركا الشمالية والوسطى ومنطقة الكاريبي)، متقدمة بفارق الأهداف على الولايات المتحدة التي تأهلت في الجولة الماضية عندما فازت على المكسيك 2-صفر.
• فازت ألمانيا على جنوب أفريقيا 4-2 في مباراة كرة القدم الدولية الودية التي أقيمت في بريمن مساء الأربعاء في إطار استعدادات ألمانيا لنهائيات كأس العالم التي تستضيفها في الفترة من 9 يونيو/حزيران إلى 9 يوليو/تموز من العام المقبل.
• حقق نادي إنبي المصري بداية جيدة في مسيرته بمسابقة دوري أبطال العرب لكرة القدم، وانتزع فوزا ثمينا على مضيفه النجمة اللبناني 1-صفر في ثاني مباريات النسخة الثالثة للبطولة.

## الخميس8 سبتمبر2005
• إقبال ضعيف في الانتخابات وحزب مبارك يتهم القضاء •: هاجم الدكتور محمد كمال المتحدث باسم الحملة الانتخابية للرئيس حسني مبارك الإجراءات القضائية خلال الانتخابات.ووصفها بالتعسف والبيروقراطية بإصرار القضاة على دخول شخص واحد من الناخبين إلى اللجنة مما أدى إلى انتظار كبير بطوابير الناخبين.فتسبب 

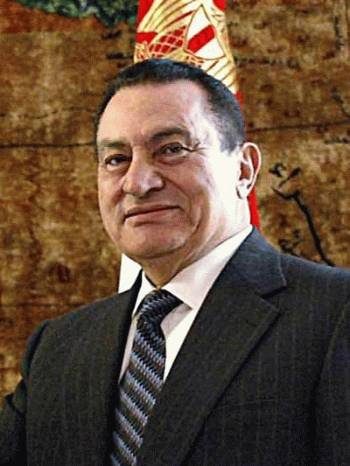
مبارك في المقدمة

اتقليل نسبة المشاركة الفعلية في هذه الانتخابات بسبب عودة الكثير من الناخبين وعدم قدرتهم على الانتظار لفترات طويلة أمام اللجان.وإصرارهم على التصويت بالبطاقة الانتخابية وعدم الاعتداد بالبطاقة الشخصية.فثلث أعداد الناخبين المقيدين بمحافظة الجيزة من النساء (700 ألف امرأة) حرمن من التصويت بسبب عدم امتلاكهن بطاقات اننتخابية.وكان القضاة حملوا على عاتقهم مهمة إنجاح الانتخابات بشكل نزيه الأمر الذي أدى إلى صراعات طويلة مع النظام السياسي الذي تعمد إقصاءهم عن تلك العملية.لكن مرشح حزب الوفد للرئاسة نعمان جمعة أكد أن نصف سكان مصر لم تتح لهم فرصة التصويت بسبب رفض الحكومة ولجنة الانتخابات السماح بالتصويت بالبطاقة الشخصية، قائلا إن شرط الحصول على البطاقة الانتخابية شرط تعسفي يفتقد إلى أي منطق.وكان قد بدأت عملية فرز أصوات الناخبين المصريين في أول انتخابات رئاسية تعددية تشهدها البلاد وسط اتهامات من المعارضة ومنظمات حقوقية بوجود مخالفات. ومن المتوقع أن تعلن النتائج الرسمية مساء اليوم الخميس أو صباح غد الجمعة.وشكا حزبا الوفد والغد المعارضان من أن ممثليهما لم يتمكنوا من دخول بعض اللجان في محافظات أسيوط وسوهاج وبورسعيد. مع قيام مندوبي مرشح الحزب الحاكم قاموا بعمليات دعاية داخل اللجان. توقع أيمن نور أن يفوز بـ30 إلى 55% من أصوات الناخبين حسب التقديرات الأولية التي جمعها مندوبو حزبه في لجان الاقتراع.و في الإسكندرية الإقبال كان أقل من المتوقع وتراوح بين 10 و15%. وتتردد التوقعات باحتمال فوز الرئيس المصري حسني مبارك بنسبة تتراوح بين 75 و 80% من أصوات الناخبين

• نقد لكوفي عنان حول النفط مقابل الغذاء للعراق: كوفي عنان الأمين العام للأمم المتحدة أمام مجلس الأمن بعد أن تلقى من رئيس لجنة التحقيق التقرير 

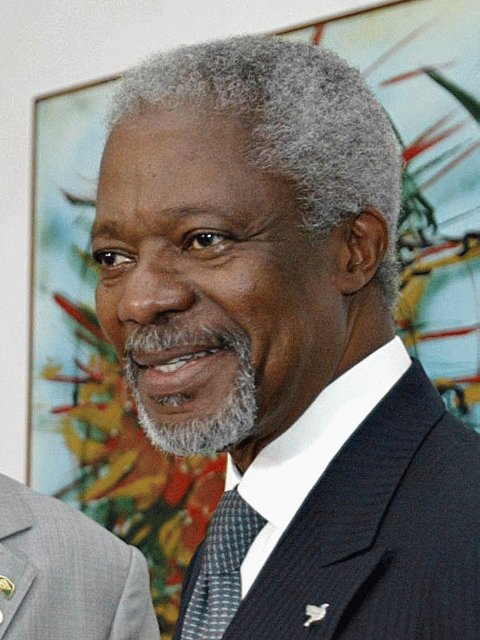
كوفي عنان

الرئيسي حول برنامج النفط مقابل الغذاء في العراق والذي انطوى على انتقاد له. أعلن أنه يتحمل مسؤولية الأخطاء التي ارتكبت في تطبيق البرنامج. وأشار التقرير الذي ضم ألف صفحة إلى أن العراق حاول أن يدفع رشوة إلى الأمين العام للأمم المتحدة السابق بطرس غالي قيمتها مليون دولار نقدا لقاء إبداء بعض المرونة في تنفيذ البرنامج لكنه رفض. قال السفير العراقي لدى الأمم المتحدة إن نتيجة التحقيق الذي أعدته اللجنة المستقلة عن برنامج النفط مقابل الغذاء يؤكد حجم الخسائر المادية التي تكبدها الشعب العراق لوقوع فساد إداري للبرنامج ومعظم الممتلكات التي خسرها الشعب العراقي لا تعوض وطلب من مجلس الأمن إنشاء فريق عمل لمساعدة العراقيين في ملاحقة بعض الممتلكات التي يمكن استرجاعها. •

 • الرئيس السوري بشار الأسد لن يكون على رأس الوفد السوري المشارك في القمة الدولية في نيويورك. الأسبوع المقبل، علما أن الوزيرة رايس كانت لا تنوي لقاءه هناك. ولن يشارك محمود عباس رئيس السلطة الفلسطينية في 

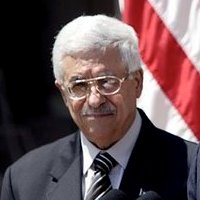
محمود عباس - أبو مازن

اجتماعات الجمعية العامة بسبب تدهور الأوضاع في الأراضي الفلسطينية والانسحاب الوشيك للقوات الإسرائيلية من قطاع غزة. والرئيس جورج بوش سيلتقي بالرئيس العراقي جلال الطالباني في واشنطن في الـ13 من الشهر الحالي لمناقشة تطور العملية السياسية في العراق. والحرب الدولية على الإرهاب وجهود بناء الديموقراطية في العراق بما في ذلك عملية كتابة الدستور والاستفتاء عليه. •
• من مسلسل القتل في العراق: •:: العمليات العسكرية في مدينة تلعفر أسفرت عن وقوع 20 شهيدا إضافة إلى حوالي 40 جريحا. وفي البصرة، انفجرت سيارة مفخخة بالقرب من قافلة مارة تحمل حراسا أمنيين أميركيين ما أسفر عن مقتل أربعة متعاقدين. وقالت الشرطة العراقية إن ستة أشخاص جرحوا بينهم مواطن أميركي عندما انفجرت سيارة مفخخة وفي قضاء الخالص، قتل ستة أشخاص بينهم أربعة من قوات الحرس الوطني ولقي مسلحان مصرعهما بعد اشتباك مع قوات الأمن العراقية. وأصيب أربعة مدنيين بجراح إثر انفجار عبوة ناسفة، فيما عثرت الشرطة على جثة اللواء مكي حسين معاون قائد شرطة النجف وسط بغداد. وأسفر انفجار سيارة ملغومة في الموصل الأربعاء عن مقتل ما لا يقل عن ثمانية مدنيين وإصابة سبعة آخرين بجروح. واغتال مسلحون الأربعاء مسؤولا في المكتب الإعلامي لوزارة الدفاع بإطلاق النار عليه في حي الدورة.
• من توايع اعصار كاترينا •:

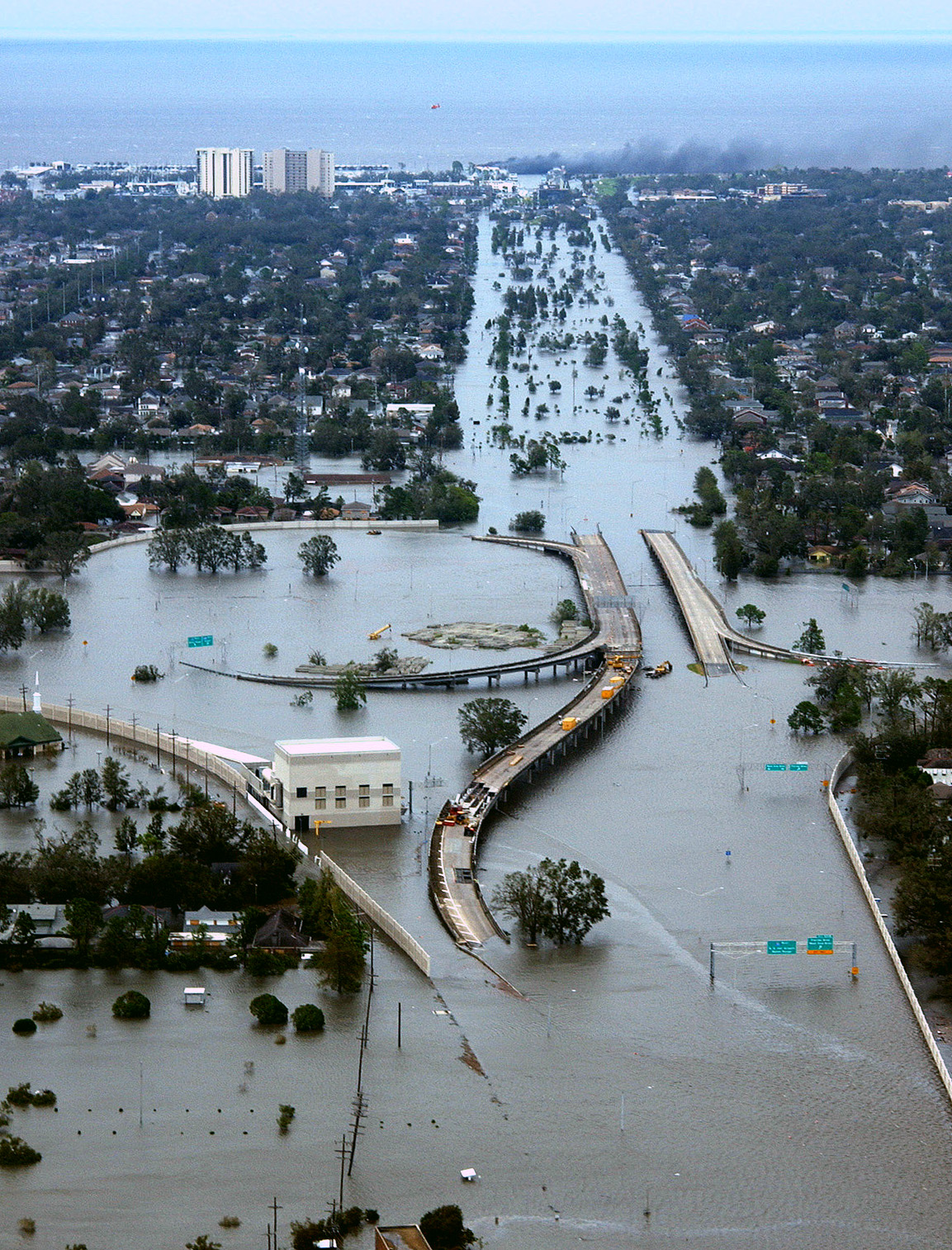
New Orleans أورليانز غارقة في الفيضان الكاسح

لا يزال إعصار كاترينا، وما خلّفه من نكبات تلقي بظلالها على الوضع السياسي والاقتصادي في الولايات المتحدة، يتصدّر الأخبار الدولية فنشرت صحيفة الـ«اندبندت» على صفحتها الأولى تقريرا عن حجم الكارثة البيئية والصحية التي قد تسببها المياه الملوّثة في ولايتي لويزايانا وميسيسيبي. فقد حذّر خبراء في مجال الصحة من أن ضخ كميات كبيرة من المياه الملوّثة من شوارع نيو أورلينز في خليج المكسيك- وهو الخيار الوحيد المتوفر لإمكانية إعادة المدينة إلى حالتها السابقة- قد يكون له تأثير خطير جدا على الصحة البشرية وعلى الحيوانات البحرية في المنطقة بأكملها. فبالرغم من عدم معرفة حجم الخطر حتى الآن، فإن المياه الملوّثة تحوي بقايا بشرية وحيوانية وجثث أشخاص وحيوانات وسموم كيميائية وبتروكيميائية من مصافي تكرير النفط المنتشرة على ساحل الخليج في نيو أورلينز وجوارها. فإن المياه التي تغمر شوارع وجوار نيو أولينز ستصب في نهاية الأمر إما في نهر ميسيسيبي وإما في بحيرة بونشارتران شمال المدينة، الذين سيتفإعلان مع الأوكسيجين الموجود في المياه ويحرمان كافة المخلوقات الحية وعلى رأسها الأسماك من وسائل الحياة.وعلي صعيد آخر بدأت السلطات في منطقة «سانت بيرنارد» القريبة من مدينة نيوأورليانز، الأربعاء، في نقل جثث أكثر من 30 شخصا تم العثور عليها داخل ملجأ لكبار السن، وذلك بالتزامن مع استعدادات تقوم بها قوات الشرطة لإجلاء باقي سكان المدينة بالقوة إذا لزم الأمر تنفيذا لأوامر عمدة المدينة.

## الأربعاء7 سبتمبر2005
[[انتخابات الرئاسة المصرية اليوم الأربعاء؟ والمنافسة محتدمة بين دكتور أيمن نور(42 سنة) عن حزب الغد وحسني مبارك (77 سنة)الرئيس الحالي منذ 24 سنة ،وقد شهدت مراكز الاقتراع إقبالا نسبيا.]]
• اغتال مسلحون مجهولون صباح اليوم اللواء موسى عرفات ابن عم الرئيس الفلسطيني الراحل ياسرعرفات وقاموا باختطاف نجله، بينما أعلنت لجان المقاومة الشعبية مسؤوليتها. وكانت مجموعة مسلحة قامت باقتحام منزل عرفات في غزة وفتحت النار واطلقت قذائف صاروخية على المنزل قبل أن تقتحمه وقتلته ثم اختطفت نجله وهو ضابط في أجهزة الأمن إلى جهة غير معلومة. •
• قطر تمنع تجارة الرقيق •: سحيم بن حمد آل ثاني السكرتير الثالث في مكتب شؤون حقوق الإنسان بوزارة الخارجية القطرية في مؤتمر التعاون الإقليمى لتعزيز وحماية حقوق الإنسان في منطقة آسيا والمحيط الهادى ببكين قال: ان ظاهرة الاتجار بالبشر أصبحت في اوجها في الفترة الأخيرة وأتت مرافقة للعولمة. وتصديا لهذه الظاهرة انتهجت دولة قطرإستراتيجية إصدار قانون العقوبات الذي يجرم كل شخص ادخل إلى دولة قطر أو اخرج منها إنسانا بقصد التصرف فيه كرقيق كما جرم كل فعل من شأنه تسخير أو إكراه إنسان على العمل سواء بأجر أو من غير أجر.
• فشل المفاوضات حول تعديل الدستور العراقي الجديد •: المفاوضون السنة لم يتوصلوا لأي اتفاق على إدخال تعديلات على مسودة الدستور وستطبع بالشكل الذي قرئت به أمام الجمعية الوطنية الأسبوع الماضي.و خمسة ملايين نسخة من مسودة الدستور سيبدأ طبعها اعتبارا من غد الخميس.
• زيت الزيتون يعالج الصداع والآلام• : نشر بمجلة نيتشر العلمية ان فريقا من الباحثين الكيميائيين الأميركيين توصل إلى أن زيت الزيتون يحتوي على مركبات تحاكي عمل العقار إيبوبروفين الذي يستخدم لتسكين اللام ومضادا للالتهابات. وأطلق الفريق على المركب اسم «أوليوكانثال».والاكتشاف يثير احتمالا بأن تناول الأوليوكانثال على المدى الطويل قد يساعد على الوقاية من بعض الأمراض بنفس الطريقة التي يعمل بها عقار الإيبوبروفين.
• مسلسل القتل بالعراق• : مقتل أربعة حراس أميركيين بانفجار عبوة ناسفة بالبصرة وأعلن الجيش الأميركي مقتل أربعة من جنوده في هجمات متفرقة في بغداد وشمال البلاد.وقال الجيش إن جنديين أميركيين قتلا وجرح اثنان آخران في انفجار عبوة ناسفة لدى مرور مركبتهم بوسط بغداد. كما قتل جندي في انفجار قنبلة في مدينة تلعفر الحدودية مع سوريا، فيما قتل جندي من المارينز في انفجار آليته لدى مرورها فوق قنبلة يدوية الصنع في الرمادي غربي بغداد.وقالت الشرطة العراقية إن ثلاثة أشخاص قتلوا وأصيب آخران في إطلاق نار على مسجد في بغداد.وتشن قوات أميركية وعراقية حاليا عملية عسكرية واسعة النطاق في تلعفر وأمهلت سكان منطقتي السراي وحسن كُوي حتى عصر أمس لمغادرة منازلهم تمهيدا لشن حملة عسكرية واسعة عليها. وأسفرت المواجهات في المدينة استشهادد 13 مسلحا سبعة منهم لقوا حتفهم بقذائف أطلقتها مروحية على مسجد هناك. وقصفت مقاتلات أميركية جسرين على نهر الفرات يقعان في منطقة الكرابلة قرب القائم المحاذية للحدود السورية غرب العراق بدعوى منع مرور مسلحين وتمرير معداتهم إلى المدن الكبيرة وسط العراق.و تسيطر الآن جماعات مسلحة على مدينة القائم بعدما هجرها سكانها إثر اشتباكات دامية. وسلم الجيش الأميركي القوات العراقية السيطرة على مدينة النجف وأخلى قاعدة إستراتيجية قرب المدينة.
• وزير داخلية سوريا يعلن •: اللواء غازي كنعان وزير الداخلية السوري في حديثه لصحيفة الشرق القطرية قال لا يوجد سجناء لبنانيون في سوريا ولكنهم فقدوا أثناء الاقتتال في لبنان وأجهزة مخابراتنا دخلت لبنان مع القوات العسكرية وخرجت معها وقال قدمنا 16 الف شهيد «فدا للبنان» ولولا الدور السوري والتضحيات السورية ما رأى اتفاق الطائف دائرة النور ولولا التضحيات السورية لظل الاقتتال والتناحر هما سيدى الموقف في لبنان. وكنا في بيروت وخرجنا منها عام 1982 عندما دخلتها إسرائيل، وكانت الميليشيات تقاتل وناشدت بيروت سورية، وكانت بيروت تتآكل، وحياة الناس مهددة في ابسط أمور حياتها. نيو اورلينز تواجه خطر السموم
• نيو اورلينز تواجه خطر السموم• : حذر خبراء البيئة من أن مدينة نيو اورلينز التي تعرضت لاعصار كاترينا قد تواجه خطر السموم لفترة طويلة مقبلة قد تتراوح ما بين أشهر إلى سنوات. ومع بدء المضخات بسحب مياه الفيضانات اخذت جثث الموتى وهياكل السيارات في واعلن رئيس بلدية نيو اورلينز راي نيجين انه سيتم تطبيق خطة للاخلاء القسري لكل المواطنين. وهناك خطر صحي لان السموم تملأ المياه كما أن هناك تسرب للغاز وقد تحصل انفجارات". وقد أحدث تسرب الوقود والمواد الكيمائية من السيارات الغارقة بقعة نفطية تطفو فوق سطح المياه.وسيجري الكونجرس الأمريكي تحقيقا منفصلا في الكارثة التي ضربت ساحل خليج المكسيك ونيو أورليانز. وقد بدات لجنة الأمن الداخلي بمجلس الشيوخ الأمريكي تحقيقا خاصا بها في الكارثة.
• أعربت إيران عن رغبتها في تزويد الولايات المتحدة بنحو عشرين مليون برميل من النفط الخام لسد النقص الناجم في إنتاج النفط في خليج المكسيك بعد إعصار كاترينا. والعقوبات الأمريكية هي وحدها التي تعوق التوصيل الفوري للنفط الإيراني•.
• طريق سلوى الدولي سيتم إنجازه بقطر قبل بداية دورة الألعاب الآسيوية العام المقبل حيث يشتمل على إقامة 11 جسراً و25 معبراً لقطر للبترول وثلاثة إنفاق لعبور الجمال إضافة إلى منطقة للخدمات على طول 81 كيلومترا. •
• فشل نادي الزمالك المصري في الحفاظ على تقدمه على البنزرتي التونسي ليخرج متعادلا الثلاثاء في إطار منافسات دوري أبطال العرب •

## الثلاثاء6 سبتمبر2005
• بعد كاترينا إعصار ماريا يهدد أمريكا • :

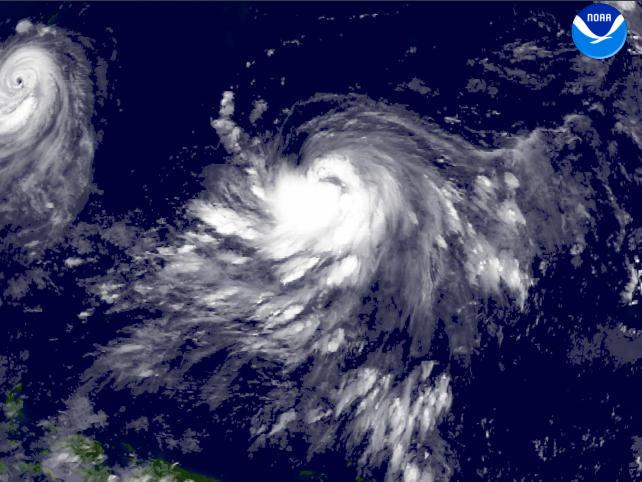
ولادة ماريا

 أعلن المركز الوطني للأعاصير في ميامي عن رصد إعصار جديد أطلق عليه ماريا. وقال المركز إن الإعصار الجديد يتجه نحو الشمال بسرعة 15 كلم في الساعة وقد يتوجه للشمال الشرقي خلال الساعات الـ24 المقبلة مع احتمال زيادة سرعته. خلال الساعات القليلة القادمة. كما تفيد التوقعات بأن هذا الإعصارقد لا يضرب السواحل الأميركية إلا إذا تحول مساره في الأيام المقبلة.يأتي اعصار ماريا في أعقاب اعصار كاترينا الذي أودي بحياة 20 ألف أمريكي.
• كارثة حريق مسرح وانقلاب اتوبيس بصعيد مصر • : لقي 29 شخصاً مصرعهم وأصيب 60 بجراح باندلاع حريق في مسرح بمدينة بني سويف جنوبي القاهرة في وقت متأخر من مساء الاثنين. والحريق الذي اندلع قبل منتصف الليل أدى لتدافع قرابة ألف من المتواجدين بالمسرح التابع لوزارة الثقافة. وقضى جميع الضحايا نحبهم متأثرين بالحروق أوالاختناق أو الدهس تحت الأقدام. وفي حادث مأساوي بشع علي طريق القاهرة ـ أسيوط الزراعي لقي سبعة أشخاص مصرعهم، وأصيب13 آخرون، وما زال البحث جاريا عن33 راكبا في حادث انقلاب أوتوبيس نقل عام المنيا الإبراهيمية ظهر أمس.وكان الأوتوبيس في طريقه من ملوي للقاهرة عندما فوجئ سائقه بسيارة نقل قادمة من الاتجاه المعاكس تقطع عليه الطريق، مما أدي إلي اصطدامه بها وسقوطه بجميع ركابه في الترعة الإبراهيمية، وتمكنت قوات الإنقاذ النهري من انتشال سبع جثثذ ثلاثة عشر مصابا، وتواصل جهودها للبحث عن33 من المفقودين في مياه الترعة أملا في العثور علي بعضهم أحياء.
• غدا الانتخابات الرئاسية المصرية •: 12 من قضاة مجلس الدولة بمصر رفعوا دعوى قضائية ضد اللجنة العليا لانتخابات الرئاسة لاستبعادهم من الإشراف القضائي على الانتخابات غدا الأربعاء. وتعقد أولى الجلسات للنظر في الدعوى صباح اليوم الثلاثاء وسيشارك بعض القضاة المستبعدين في المداخلات الخاصة بالقضية.ويعد هذا الطعن تحولا كبيرا في موقف اللجنة التي تتمتع بصلاحيات موسعة تشمل تحصين قراراتها من أي طعن قضائي.وجاء تراجع اللجنة بعد تهديدات من رئيس نادي قضاة مصر المستشار زكريا عبد العزيز بعدم تنفيذ قرارات اللجنة التي اتهمها بإهدار القانون.كما أثار قرار لجنة الانتخابات الامتناع عن تنفيذ حكم القضاء الإداري انتقادات واسعة في الأوساط السياسية والقضائية والقانونية المصرية التي اعتبرت أن ذلك يضع البلاد في أزمة دستورية ويلقي بشبهة البطلان على الانتخابات الرئاسية.وقالت المتحدثة باسم جماعة المراقبة المستقلة (شايفنكم) غادة شهبندر إن جماعتها عبأت 400 شخص للمراقبة بدون دخول إلى مراكز الاقتراع وأقنعت بعض القضاة بالتعاون مع عمليتها. وأكدت المتحدثة أن الجماعة تلقت أعدادا من بطاقات الاقتراع يجري تداولها ليستخدمها ناخبون للتصويت أكثر من مرة في مراكز اقتراع مختلفة بزعم أنهم بعيدون عن مقر إقامتهم. وأعلن أحمد أبو الغيط وزير الخارجية المصري أن زهاء ثلاثة ملايين مصري يعملون في الخارج لن يدلوا بأصواتهم في الانتخابات، وعلل ذلك بعدم استعداد السفارات والقنصليات المصرية في الخارج.كما استبعد من التصويت قرابة 100 ألف من سجناء القانون العام إضافة إلى المعتقلين السياسيين الذين تقدر منظمات حقوق الإنسان عددهم بما بين 16 ألفا و30 ألفا.وستجري الانتخابات الرئاسية غدا الأربعاء لأول مرة بمصر.
• عنان: أمريكا حولت العراق ساحة للإرهاب• :

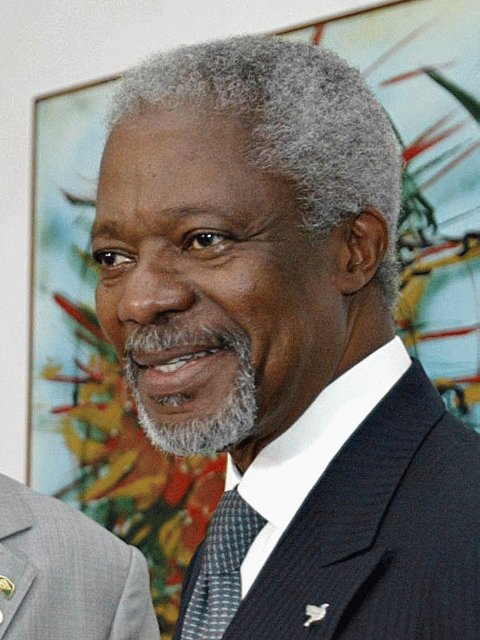
كوفي عنان والإرهاب الأمريكي

 قال كوفي عنان الأمين العام للأمم المتحدة خلال لقاء مع هيئة الإذاعة البريطانية : إن الحرب التي قادتها الولايات المتحدة في العراق حولت البلاد إلى مرتع جديد للإرهاب. وهذا الوضع أسوء عما عليه الحال في أفغانستان في ظل حكم طالبان.
وأضاف : أن الحرب في العراق تساهم بشكل كبير في شعور العديد من المسلمين عبر العالم بالغضب لكونهم يشعرون بالعزلة والاضطهاد داخل مجتمعاتهم وفي الغرب. وأعرب عن اعتقاده بأن العراق أصبح يشكل مشكلة كبيرة وأنه أصبح أسوء من أفغانستان.
• مبارك لن يزور إسرائيل •:

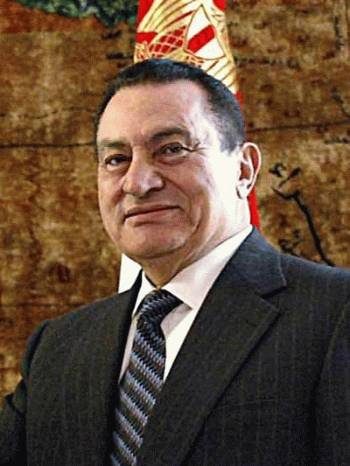
مبارك

 نقلت وكالة أنباء الشرق الأوسط الرسمية عن متحدث رئاسي مصري نفيه أنباء عن عزم الرئيس حسني مبارك زيارة إسرائيل في وقت لاحق هذا العام. وكان المتحدث باسم الخارجية الإسرائيلية مارك ريجيف قد أعلن عن إجراء محادثات بين تل أبيب والقاهرة حول إمكانية قيام الرئيس المصري بالزيارة المرتقبة لكن لم يتحدد موعدها. والرئيس مبارك لم يقم منذ توليه منصبه عام 1981 بزيارة إسرائيل سوى مرة واحدة فقط عام 1996 للمشاركة في جنازة رئيس الوزراء الأسبق إسحق رابين. واكتفى مبارك طوال ربع قرن باستقبال المسؤولين الإسرائيليين في مصر.

 
اتهمت حركة المقاومة الإسلامية (حماس) إسرائيل بالمسؤولية عن الانفجار الضخم الذي ضرب وسط مدينة غزة مساء أمس، وأسفر عن استشهاد أربعة فلسطينيين وإصابة 36 آخرين. ووقع الانفجار بعد الغروب في منزل بحي الشجاعية في مدينة غزة تملكه أسرة فرحات المعروفة في المنطقة بعلاقتها بالجناح المسلح لحماس، وتسبب في حريق طال المنازل المجاورة. وكانت مروحية أباتشي إسرائيلية أطلقت صاروخا على المنزل. وهذا الحادث يؤكد وجهة نظر الحركة في تمسك المقاومة بسلاحها في ظل التصعيد الإسرائيلي المستمر.

• مسلسل القتل بالعراق• : 
قتل وأصيب العشرات في هجمات واشتباكات منفصلة بمناطق متفرقة في العراق، كما قتل جنديان بريطانيان في تفجير عبوة ناسفة جنوبي العراق قرب مدينة البصرة.وتم هجوم أودى بحياة شرطيين اثنين وجرح خمسة آخرين قرب وزارة الداخلية العراقية في بغداد. ووقع الهجوم عندما هاجم 30 مسلحا يستقلون 10 سيارات استخدموا قذائف صاروخية وقذائف هاون وبنادق آلية. وجرح أربعة جنود أميركيين وثلاثة عراقيين في هجوم بسيارة مفخخة استهدف آليتهم في حي السيدية جنوب غرب بغداد.وفي هيت غرب بغداد قتل 11 عراقيا بينهم ثلاثة جنود وجرح 16 آخرين في انفجار سيارة مفخخة استهدفت قاعدة للقوات الأميركية في المدينة وأسفر عن مقتل ثلاثة مسلحين وفق بيان للحكومة العراقية.
وأعلن الجيش الأميركي أنه قتل 13 مسلحا في اشتباكات معهم جرت الليلة الماضية في تلعفر الواقعة غرب الموصل والقريبة من الحدود السورية. من بينهم سبعة لقوا حتفهم بقذائف أطلقتها مروحية على رواد مسجد في المدينة. ووقعت الاشتباكات في منطقتي القادسية والسراي في مدينة تلعفر.
• طالباني يتهم العرب علانية• : شن الرئيس العراقي الكردي السني جلال طالباني هجوما عنيفا على الدول العربية لضعف تمثيلها الدبلوماسي في العراق، وعبر عن استيائه حيال عدم قيام غالبية هذه الدول بمساعدة الشعب العراقي في فاجعة جسر الأئمة التي راح ضحيتها نحو ألف شخص. وقال : هذا يتناقض مع «ادعاءاتهم أن العراق يجب أن يكون جزءا من الجامعة العربية». واضاف: ان العراقيين لن يستجدوا اشقاءهم العرب، والعراق لن يموت جوعاً إذا قطعت تلك الدول مساعداتها عن العراق. وتجاهل الوضع الأمني المتردي بالعراق مما عرض بعض الدبلوماسيين العرب في بغداد خلال الفترة الماضية لعمليات مسلحة، كان أبرزها اختطاف وقتل السفير المصري في بغداد واختطاف وقتل دبلوماسيين جزائريين وإطلاق النار على القائم بالأعمال البحريني.
• بطلان محاكمة صدام •: 

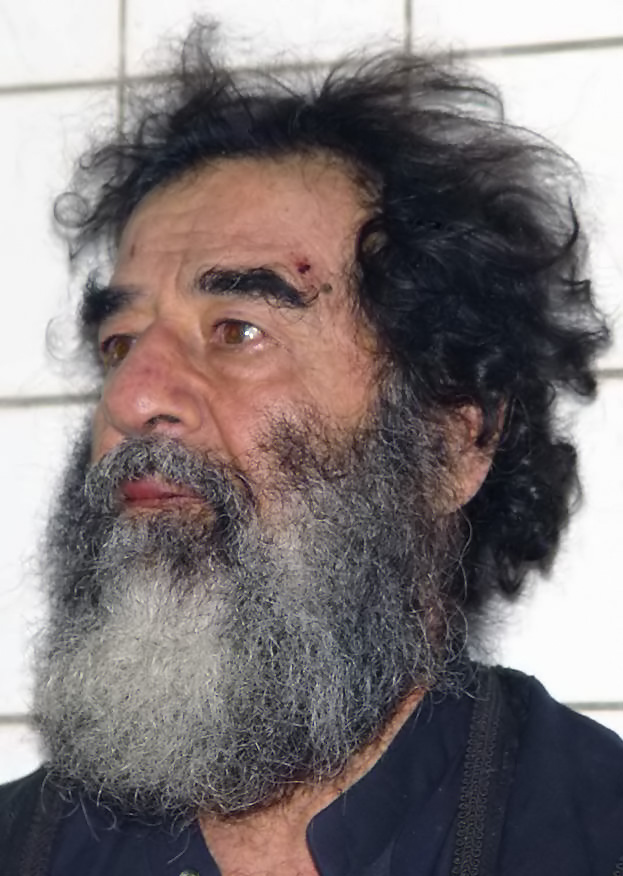
بطلان محاكمة صدام

اعتبر المحامي الأردني عصام غزاوي المتحدث باسم فريق الدفاع عن الرئيس العراقي المخلوع صدام حسين أن تحديد موعد بدء المحاكمة في 19 من الشهر المقبل له دوافع سياسية وليست له علاقة بالقانون. وأن الإعلان عن المحاكمة غير قانوني لأنه تم عن طريق الناطق الرسمي باسم الحكومة العراقية وليس عن طريق المحكمة.و اعتبر خليل الدليمي رئيس فريق الدفاع عن صدام موعد المحاكمة باطلا، مؤكدا أنه يحتاج سنوات لدراسة ما زنته 36 طنا من الوثائق تشكل ملف موكله.
• مشكلة المعابر قائمة بعد انسحاب إسرائيل• : بحث جيمس وولفنسون مبعوث لجنة الوساطة الرباعية الدولية مع رئيس الوزراء الفلسطيني أحمد قريع في رام الله آخر الاستعدادات الفلسطينية والمقترحات الإسرائيلية للانسحاب من قطاع غزة وشمال الضفة الغربية وخاصة الردود الإسرائيلية في قضية معبر رفح الحدودي مع مصر.و إسرائيل لم تعط حتى الآن أي ردود على الاقتراحات التي قدمت لها. وكان الاقتراح الإسرائيلي ينص على إمكانية السماح بخروج البضائع والأفراد من معبر رفح، على أن تشرف إسرائيل على الدخول من معبر يتم بناؤه في كيريم شالوم داخل الخط الأخضر. وتصر السلطة الفلسطينية على أن يكون الدخول والخروج فقط من معبر رفح، وأكد مسؤول إسرائيلي أن تل أبيب لن تقدم أي تنازل بشأن عبور البضائع بحجة التأكد من عدم دخول أسلحة ومتفجرات إلى قطاع غزة مخبأة في شاحنات وحاويات.
• وزير الدفاع شاؤول موفاز وافق على بناء 3000 وحدة سكنية جديدة في مستوطنة أرييل القائمة على أراضي سلفيت قرب مدينة نابلس في الضفة الغربية المحتلة. •
• القتلي 20 الف أمريكي في كارثة إعصار كاترينا •:أفاد مصدر رسمي أميركي بأن الدمار الناجم عن الإعصار كاترينا أسفر عن تشريد 600 273 شخص تم إيواؤهم في الوقت الراهن في 16 ولاية وأغلبهم بولاية تكساس في الجنوب. وكانت الأمطار الغزيرة التي تلت الإعصار قامت بتدمير السد فغمرت المياه 80% من نيو أورليانز. كما أدى الإعصار إلى أضرار فادحة في ولاية ميسيسيبي. وبلغ عدد القتلى 20 ألفا. وبدأت جثث القتلى تطفو في القنوات المائية وعثر على مئات الجثث الأخرى ملقاة على قارعات الطرق الرئيسية التي انحسرت عنها المياه أو فوق أسطح المنازل، أو من المرضى على الكراسي المتحركة. ويهدد تحلل الجثث بتفشي أوبئة خطيرة.وما زالت فرق الإنقاذ تجوب المناطق المنكوبة لتنتشل المئات من أسطح المنازل والبنايات. وأمام صعوبة الوضع والغضب الشعبي دافع بوش عن الجهود المبذولة واصفا إيها بالمدهشة في مواجهة إحدى أقوى الكوارث الطبيعية الأهالي يبحثون عن الطعام بالماء.]]التي حلت بالولايات المتحدة الأميركية.و أعلن الرئيسان الأميركيان السابقان بيل كلينتون وجورج بوش الأب إنشاء صندوق لتلقي التبرعات لصالح ضحايا الإعصار وأكدا في مؤتمر صحفي بهيوستن بولاية تكساس أن عملية إعادة الإعمار ستستغرق سنوات. وتعد أكبر عملية في تاريخ الولايات المتحدة لإغاثة المنكوبين.
• السنة العرب يوسطون الأكراد السنة في مشكلة الدستور• : توجه عدد من الشخصيات السياسية العراقية إلى اربيل لتوسيط الزعيم الكردي السني مسعود بارزاني لتسوية الخلافات الشيعية ـ السنية حول الدستور، وكان الرئيس جلال طالباني قد أكد انه اتفق مع بارزاني على إضافة عبارة "العراق عضو مؤسس للجامعة العربية" إلى إحدى المواد الدستورية لطمأنة العرب. وكان "مجلس الحوار الوطني السني " قد دعا كتلة "الائتلاف" الشيعية للعودة إلى المفاوضات لتسوية الخلاف بينهما على مسألتي فيديرالية الجنوب و"اجتثاث البعث". لكن السنة يرغبون في تثبيت مطالبهم في الدستور برضى الأكراد والشيعة لمصلحة العراق العليا وهم مستعدون لعقد مشاورات ثنائية حتى آخر ساعة قبل تقديم الدستور للاستفتاء"، وزاد ان "الكرة في ملعب الائتلاف، فإذا أرادوا دستوراً توافقياً لا ترفضه أي محافظة عراقية فسنكون ايجابيين معهم والعكس صحيح". ودعا المفاوضين الشيعة إلى العودة إلى المفاوضات لتسوية الخلافات، بدل اختيار الحلول الفردية. وكان وفد سني قد توجه إلى اربيل للقاء بارزاني لكسب تأييده لتأجيل اقرار الفيديرالية في الجنوب إلى ما بعد الانتخابات.وأعرب عدنان الدليمي الناطق باسم "المؤتمر العام لأهل السنة" عن أمله بإجراء تعديلات دستورية بناء على التوافق مع السنة العراقية والكردية والتركمانية لضمان مشاركة واسعة في الانتخابات المقبلة، مؤكداً ان المطالب السنية "ثوابت وطنية لا يمكن غض الطرف عنها".

## أخبار الرياضة
• الفيفا يعيد مباراة أوزبكستان والبحرين بتصفيات المونديال
• قرعة كأس أمم أفريقيا تجرى الشهر المقبل
• تستضيف مصر بطولة العالم الرابعة والعشرين للجودو اليوم خلال الفترة من السادس إلى الثاني عشر من سبتمبر بمشاركة لاعبين من أكثر من 90 دولة من قارات العالم الخمس.وتوالى وصول الفرق المشاركة إلى العاصمة المصرية القاهرة خلال الأيام الماضية حيث تدربت في الصالة المغطاة الكبرى التي ستجرى عليها المباريات والتي تسع 25 ألف متفرج. •
• تخصيص قطعة أرض للنادي الأهلي تبلغ مساحتها130 فدانا علي طريق القاهرة ـ الإسكندرية الصحراوي، وثمنها الإجمالي27،5 مليون جنيه، ويسدد الأهلي10% من الثمن، ويقسط الباقي علي15 سنة. وتم أمس توقيع العقد الابتدائي بحضور المهندس محمد إبراهيم سليمان وزير الإسكان ، والدكتور ممدوح البلتاجي وزير الشباب، وحسن حمدي رئيس مجلس إدارة النادي.

## الإثنين5 سبتمبر2005
• اعصار نابي يضرب اليابان : ضمن حرب الأعاصير اعصار تيفون من الدرجة الخامسة بقوة اعصار كاترينا يضرب جنوب غرب اليابان يصاحبه أمطار غزيرة ورياح عاصفة وتسبب في انقطاع مصادر الكهرباء واغلاق الطرق ومصافي البترول. وحذرت كوريا الجنوبية من الفيضانات بسبب هذا الإعصار المدمر. وشرق الصين معرضة لهذا الإعصارالذي شدته 180 كم بجنوب جزيرة ياكوشيما. واعصار ماريا في الطريق لأمريكا.
•

## أخبار سريعة
• الرئيس بوش يأمر بتنكيس العلم الأميركي في أنحاء البلاد حدادا على ضحايا إعصار كاترينا•
• حزب إسلامي بريطاني يتهم بلير بمحاولة تجريد المسلمين من حقهم في حرية التعبير
•تنظيم القاعدة يعتبر مأساة كاترينا تعبير عن غضب سماوي
• حتي الآن لايعرف مصير سجناء سجن جوانتنامو من تنظيم القاعدة الموجدين حاليا بالجزيرة المنعزلة وسط اعصار كاترينا الكاسح
• رايس في ولاية ألاباما للتخفيف عن معاناة المتضررين وسط انتقادات لإدارة بوش
•الزعيم الفلسطيني محمود عباس لم يتمكن حتى الآن من حل الخلاف مع إسرائيل بشأن المعبر الحدودي بين قطاع غزة والحدود المصرية.

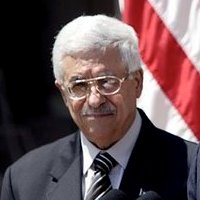
محمود عباس - أبو مازن

• الاتحاد الإفريقي يرفض طلب المتمردين تأجيل المفاوضات حول دارفور•
• مقتل وإصابة عدد من رجال الشرطة في أفغانستان
• مسؤول بريطاني سابق يؤكد على وجود علاقة بين تفجيرات لندن والعراق
• بوتين يقيل قائد البحرية الروسية
• مسؤول إعلامي سوري يبدي انزعاج الشارع السوري من وسائل الإعلام اللبنانية
• حزب إسلامي بريطاني يتهم بلير بمحاولة تجريد المسلمين من حقهم في حرية التعبير
• مقتل وإصابة عدد من رجال الشرطة في أفغانستان
• مسؤول بريطاني سابق يؤكد على وجود علاقة بين تفجيرات لندن والعراق
• بوتين يقيل قائد البحرية الروسية
• اغلاق مزارات شيعية في العراق خوفا من تكرار فاجعة جسر الأئمة
• الجمعية الوطنية العراقية انتقدت الدول العربية لعدم إقدامها على ما يحتمه الواجب نحو مقتل ألف من الحجاج الشيعة في بغداد الأسبوع الماضي.
• الجامعة العربية تدعو أعضاءها لتقديم المساعدات للولايات المتحدة
• دول الخليج تتنافس لمساعدة واشنطن لمواجهة اعصار كاتريناو الكويت تقدم 500 مليون دولار وقطر تتبرع بـ100 مليون•
• حملة عسكرية عراقية أميركية مشتركة في مدينة تلّعفر العراقية 26 قتيلا في المواجهات بتلعفر والقوات الأمريكية تستعد لاجتياح المدينة
• واشنطن «تستغيث» وتطالب الأمريكيين بالاستعداد لـ «الأسوأ» وإدارة بوش تواجه الانتقادات بحملة علاقات عامة
• السعودية: قتيلان وجريح باشتباكات بين قوات الأمن ومسلحين في الدمام
• وزيران إسرائيليان يشاركان بقمة المعلومات بتونس
• المعارضة الموريتانية ترحب بقرارالعفو عن السجناء وتعتبره خطوة جبارة على طريق إنهاء الديكتاتورية
• مسؤول إعلامي سوري يبدي انزعاج الشارع السوري من وسائل الإعلام اللبنانية حول التحقيق في مقتل الحريري.
• رغم الانتقادات والتهديدات الدولية... طهران: لن نوقف برنامجنا النووي ولن نتنازل
• وزير الإعلام اللبناني يدعو إلي عدم التدخل في التحقيقات الجارية بشأن مقتل الحريري
• تحطم مروحية في مدينة باتون روج بولاية لويزيانا الأميركية كانت تشارك في جهود الإغاثة من الإعصار في نيو اورلينز
• صحيفة الإندبندنت البريطانية وصفت انخراط بريطانيا في حرب العراق بـالكارثة. والقرار هو الأسوأ للسياسة البريطانية منذ حرب السويس.

## أخبار اليوم
• تحطم طائرة اندونيسية•:

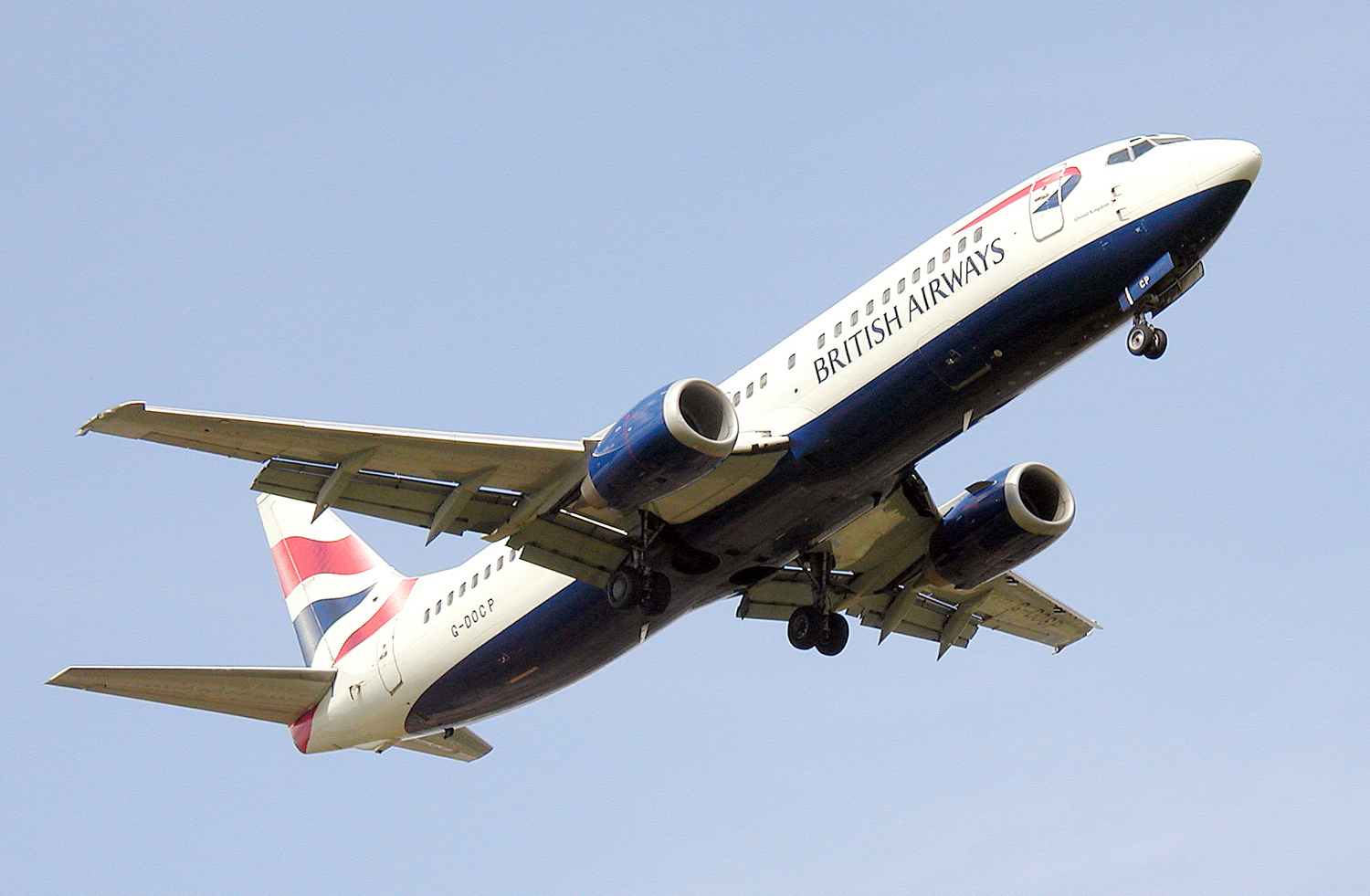
Airways Boeing 737-

 تحطمت طائرة ركاب إندونيسية في منطقة سكنية في مدينة ميدان بجزيرة سومطرة بعد دقيقة من إقلاعها.والطائرة وهي من طراز بوينغ 737-200 احترقت وإن أعمدة من الدخان تتصاعد في سماء المنطقة.وكان علي متنها 109 ركاب كانوا على متن الطائرة عند إقلاعها.وكانت في طريقها إلى جاكرتا. ولا يعرف بعد سبب تحطم الطائرة ولا مصير ركابها.

• انتخابات الرئاسة بمصر• : 

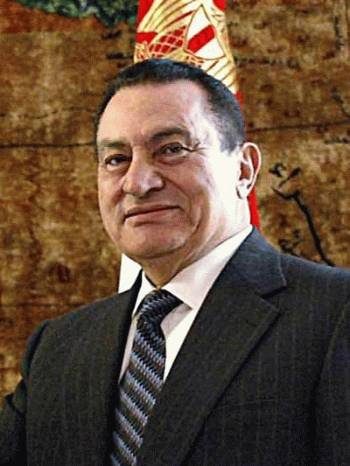
مبارك

استطلاعات رأي عبر الإنترنت" تتكهن بأن المنافسة ستكون قريبة بين نور ومبارك خلال انتخابات الأربعاء بحصول كل منهما على ما بين 30 و40 بالمائة، فيما يحصل المرشح نعمان جمعة على 20 بالمائة،
• حريق باريس •: اعلنت الوزيرة الفرنسية كاترين فوتران ان حصيلة الحريق الذي اندلع ليل في برج سكني في ضواحي باريس ارتفعت الي 14 قتيلا بينهم طفلان على الأقل واصابة 15 بجروح بالغة. واعربت الوزيرة عن تضامن الحكومة مع هذه المأساة الفظيعة. ورفضت التطرق الي التحقيق في الحادث ولم تعط ارقاما جديدة عن عدد الجرحي.
• لعنة كاترينا وتنكيس أعلام أمريكا •: 

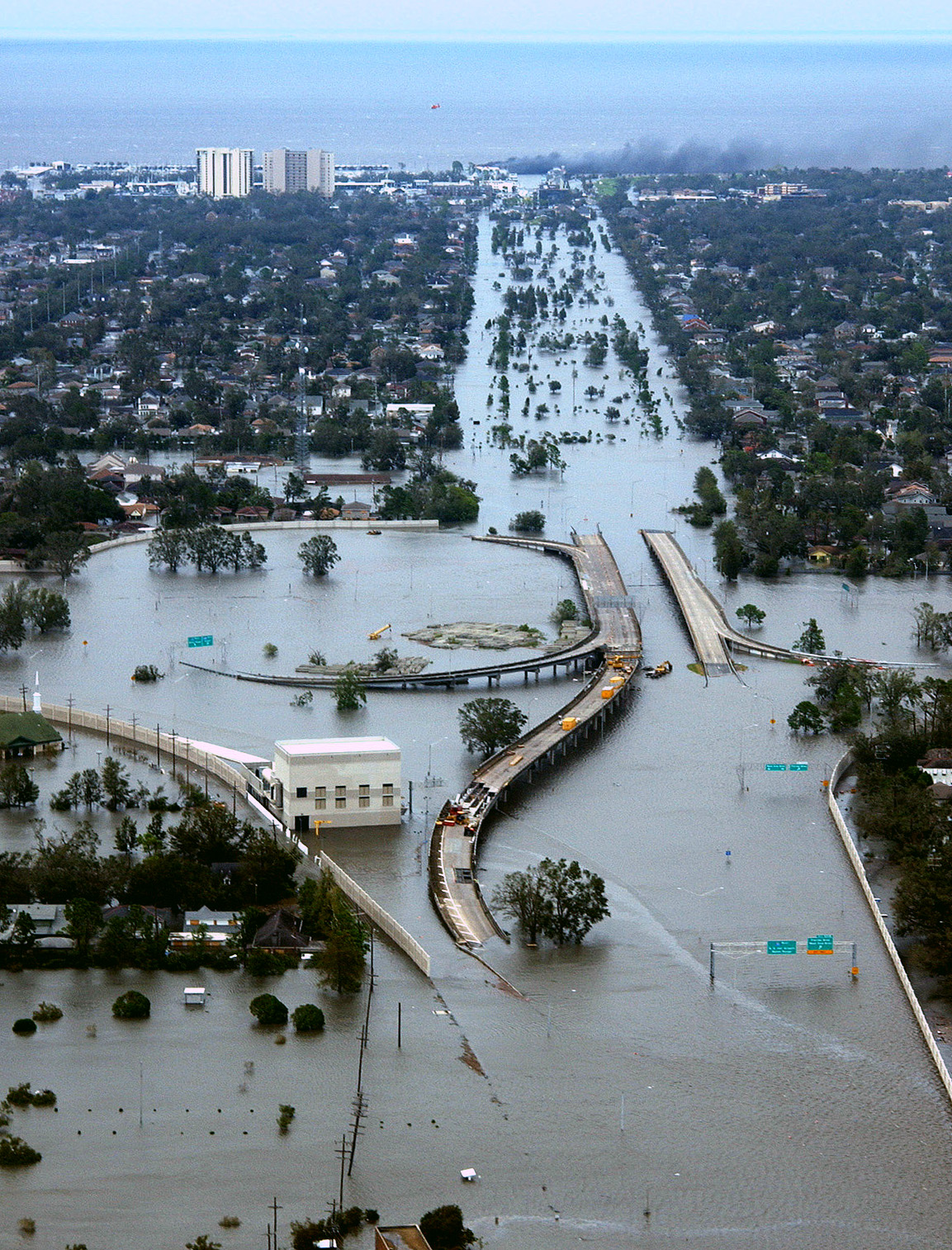
New Orleans أورليانز غارقة في الفيضان الكاسح

أمر الرئيس بوش بتنكيس العلم الأميركي في كافة أنحاء الولايات المتحدة وعلي البيت الأبيض وسفارات وقنصليات الولايات المتحدة في الخارج حدادا على ضحايا الإعصار كاترينا، حتي غروب شمس يوم الثلاثاء القادم. وعادت وزيرة الخارجية الأميركية كوندوليسا رايس إلى ولاية ألاباما مسقط رأسها للمساعدة في التخفيف من معاناة المتضررين من الإعصار كاترينا. وذلك وسط انتقادات بأن حكومة الرئيس بوش لم تستجب بسرعة كافية لمعاناة الفقراء والأقليات. فيما نفت رايس المزاعم بأن الأميركيين السود يتعرضون للتمييز العنصري في المناطق المنكوبة بمدينة نيواولينز وناشدت الأميركيين على اختلاف مشاربهم توحيد الصف ومساعدة البلاد في التعافي من أكبر كارثة طبيعية.:

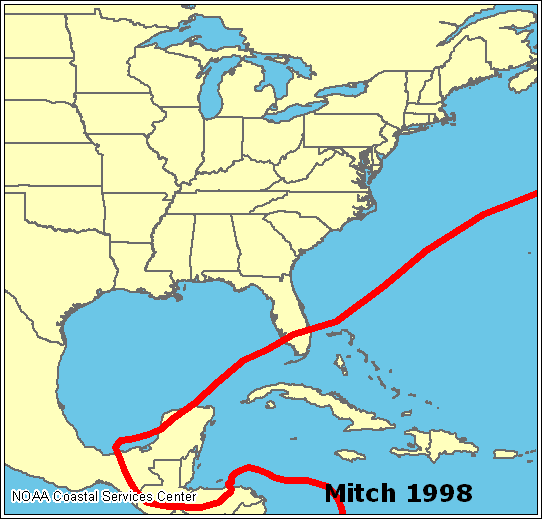
خط سير الإعصار

وقالت رايس : بأن بعض السود في نيواورلينز لم يتمكنوا من مغادرة المدينة لأنهم فقراء معدمون وأضافت أن تحقيقات ستجرى في هذا الشأن بعد انتهاء الأزمة. وكان الآلاف لقوا حتفهم في الولايات الأميركية الجنوبية جراء الإعصار كاترينا. وقدم ما يقدر 70 دولة حتى الآن مساعدات نقدية تجاوزت 100 مليون دولار لمنظمة الصليب الأحمر الأميركي، كما وفرت دول أخرى إمدادات الإغاثة الطارئة. وأعلن الرئيس الفنزويلي هوجو شافيز الذي كان قد هدد بقطع إمدادات البترول عن الولايات المتحدة الأحد إن بلاده سترسل مليون برميل من النفط إلى منكوبي الإعصار كاترينا وخمسة ملايين دولار.و عرض الرئيس الكوري فيديل كاسترو حليف شافيز إرسال 1100 طبيب كوبي إلى الولايات المتحدة بالإضافة إلى أطنان من الإمدادات الطبية وأنظمة لتنقية المياه للاستخدام في المنازل والمجتمعات الصغيرة الواقعة في المناطق 

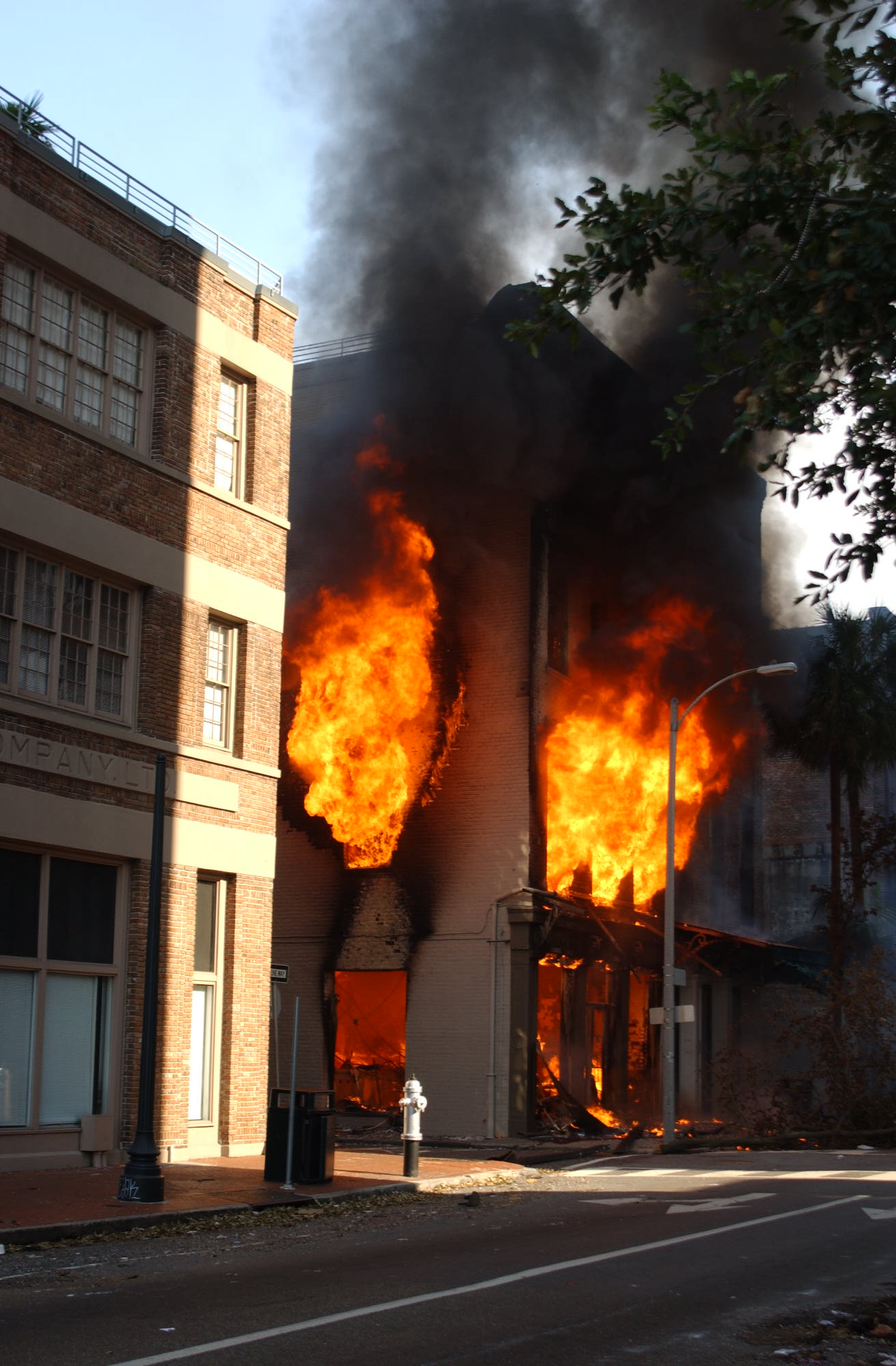
حرائق بالمدينة صباح سبتمبر 2.

المنكوبة. والهند ستقدم خمسة ملايين دولار ومساعدات طبية طارئة لمساعدة الولايات المتحدة في التعافي من آثار الإعصار المدمر. وطلبت السلطات الأميركية من كندا توفير الإمدادات الطبية والأسرة وأغطية وقفازات وأرواب ومواد الإسعاف الأولية. وتعتزم كندا إرسال حمولة أربع سفن من الإمدادات الطارئة علاوة على خبراء الإنقاذ للمساعدة في عمليات الإغاثة. وضخ 91 ألف برميل إضافي من النفط إلى الولايات المتحدة لمواجهة النقص في إمدادات الوقود في الولايات المتضررة. وطلبت الحكومة الأمريكية رسميا مساعدات طارئة من أوروبا وحلف شمال الاطلسي لاغاثة ضحايا إعصار كاترينا، ودعت الأمريكيين لتوقع الاسوأ خلال الأيام المقبلة. وبدأت إدارة بوش حملة علاقات عامة لمواجهة الآثار السياسية للاعصار.
• الزرقاوي يهنئ بن لادن على انهيار الولايات المتحدة •:
هنأ أبو مصعب الزرقاوي زعيم القاعدة في العراق في بيان على الإنترنت امس زعيم القاعدة أسامة بن لادن ونائبه أيمن الظواهري والملا عمر زعيم طالبان على «بوادر انهيار» الولايات المتحدة عقب إعصار كاترينا. وجاء في البيان «هنيئا لامة الإسلام وشيخنا المجاهد أسامة أبي عبد الله واميرنا الملا عمر والشيخ أيمن الظواهري، هنيئا لاهل الفلوجة والقائم وحديثة والكرابلة، هنيئا لاهلنا في فلسطين، هنيئا لامة الإسلام وبشراها بدمار رأس الكفر أمريكا. واضاف البيان» بالامس القريب تضرب أمريكا من تشاء وتقتل من تشاء وتجوع من تشاء واليوم تستجدي النفط والغذاء. فقد حلت غارة الله على أمريكا واجيبت دعوة المظلومين. وكان إعصار كاترينا قد ضرب مدينة نيو أورلينز جنوب الولايات المتحدة وتسبب بخسائر بشرية ومادية ضخمة جدا بعد أن شرّد الملايين وقتل الآلاف.
•العالم يضحك : أعلن بوش أن كارثة اعصار كاتريننا من تدبير القاعدة.•

## • أخبار الرياضة •
• تأهلت البرازيل بطلة كأس العالم خمس مرات لكرة القدم إلى نهائيات كأس العالم التي تقام في ألمانيا العام المقبل عقب فوزها على شيلي 5- صفر في المباراة التي أقيمت بينهما الأحد في برازيليا. وأصبحت ضمن المنتخبات الأربعة في مجموعة أميركا الجنوبية لكأس العالم. وتعتبر ثاني منتخب أميركي جنوبي يتأهل إلى نهائيات المونديال بعد الأرجنتين المتصدر وعاشر منتخب بعد ألمانيا المضيفة والأرجنتين والسعودية وكوريا الجنوبية وإيران واليابان والولايات المتحدة وأوكرانيا وغانا. •
• فاز منتخب الكاميرون لكرة القدم على منتخب ساحل العاج بثلاثة أهداف لهدفين ليتصدر المجموعة الثالثة في تصفيات كأس العالم لكرة القدم التي تقام في ألمانيا العام القادم. وكان منتخب ساحل العاج متصدرا المجموعة قبل المباراة وكان فوزه فيها يعني ضمان تأهله للنهائيات إلا أن هزيمته تعني الانتظار حتى المباراة القادمة للفريقين لمعرفة لمن تحسم المجموعة. ومن المقرر ان يلتقي منتخب ساحل العاج مع السوداني في المباراة القادمة بينما سيلعب المنتخب الكاميروني مع المصري الذي خرج من المنافسة. وفي تصفيات القارة الأفريقية أيضا لكأس العالم واصل المنتخب المغربي ملاحقته للمنتخب التونسي المتصدر للمجموعة الخامسة حيث فاز بهدف واحد للاشئ على بوتسوانا.
• فازت مصر على بنين بأربعة أهداف للا شيء في المباراة التي لعبت في القاهرة. •

## الأحد4 سبتمير2005
دولة فلسطين العام القادم : قال الرئيس الفلسطيني محمود عباس إن مفاوضات السلام مع إسرائيل يجب أن تستأنف فورا بعد انتهاء الانسحاب الإسرائيلي من قطاع غزة المقرر يوم 15 سبتمبر الجاري حسب تأكيد الإدارة الأميركية.واعرب عن أمله في إقامة الدولة الفلسطينية العام القادم وأن يشهد الاقتصاد الفلسطيني في قطاع غزة والضفة الغربية تطورا في المرحلة التي تلي الانسحاب.
• قمة عباس وشارون هذا الشهر• : :
ذكرت صحيفة هآرتس الإسرائيلية أن الرئيس الفلسطيني عباس وشارون سيجريان محادثات بعد عودتهما من قمة الأمم المتحدة التي تستمر يومين وتنتهي في يوم 16 هذا الشهر.واستبعد عباس في تصريحاته مقابلة شارون في نيويورك، وشدد على ضرورة عقد لقاء رسمي وتفاوضي في القدس
• حماس تتحدي إسرائيل علانية • : قال الناطق باسم حركة المقاومة الإسلامية (حماس) سامي أبو زهري، أن نشرها أسماء قادتها العسكريين في قطاع غزة هو تحد للاحتلال وليس موجها للسلطة الفلسطينية.والمطلوب من السلطة أن لا ترضخ لأي ضغوط بشأن سلاح المقاومة".يأتي نشر حماس أسماء قادتها العسكريين بعد أن شهدت الفترة الماضية توترا بين السلطة من جهة وبين حركتي حماس والجهاد بسبب رفض الحركتين سحب أسلحة المقاومة، وانضمام عناصر المقاومة لقوات الأمن الوطني الفلسطينية.
• من مسلسل القتل بالعراق • :•: تواصلت الهجمات والتفجيرات في أنحاء من العراق في شمال العاصمة بغداد. ومقتل ضابط شرطة برصاص مجهولين بأحد أحياء مدينة كركوك.وفي بعقوبة قتل مسلحون 17 من عناصر الشرطة والجيش العراقيين وأصابوا 16 آخرين بجروح في ثلاثة هجمات متفرقة قرب هذه المدينة عند نقطة تفتيش في وسط المدينة، ونقطة تفتيش مشتركة للشرطة والجيش على بعد أربعة كيلومترات جنوب المدينة. وفي سامراء قتل خمسة عراقيين بينهم امرأة وطفلان وأصيب 11 آخرون عندما سقطت قذيفة هاون على منزل في حي المعتصم وسط المدينة وأصيب ثلاثة آخرون بسبب سقوط عدد من قذائف الهاون على المقر العسكريوفي الضلوعية قتل جندي عراقي وجرح آخر في انفجار عبوة ناسفة، كما قتل أحد عناصر الشرطة في إطلاق نار من قبل مسلحين مجهولين في منطقة الشرقاط وفي مدينة بلد قتل مسلح وأصيب جندي عراقي في اشتباكات بين قوات الأمن العراقية ومسلحين. وفي العاصمة بغداد أصيب أربعة مدنيين عراقيين في هجوم مسلح من مجهولين في منطقة الدورة. وتجري اشتباكات بين القوات الأميركية والعراقية ومسلحين في مدينة تلعفر شمال غرب بغداد، يشارك فيها 5000 جندي أميركي وعراقي في عملية هي الأضخم من نوعها منذ محاصرة مدينة الفلوجة العام الماضي.و دارت في وقت متأخر من مساء أمس ودامت 45 دقيقة. اسفرت عن مقتل 30 مسلحا خلال اشتباكات أمس التي شملت البحث من منزل إلى منزل، كما قتلت طائرات الأباتشي 27 آخرين.
• جدل الدستور العراقي متواصل • : مع تدهور الوضع الأمني استمر الجدل بشأن صياغة الدستور. واتصالات ولقاءات لا تزال تجرى بشأن مسألة الهوية والوحدة وتقاسم الثروات وصيغ بعض البنود الخلافية.وقد أكد مفاوضون سنة وأكراد استمرار المباحثات، في وقت دعا فيه مؤتمر أهل العراق الذي يضم عددا من الأحزاب والهيئات السنية العراقية إلى تعديل مسودة الدستور بما يتلاءم مع الهوية العربية للعراق. ورفض المؤتمر مبدأ الفدرالية للوسط والجنوب، مؤكدا ضرورة اعتماد مبدأ اللامركزية كبديل مؤقت.وأكد وا رفضهم تقسيم العراق وتبديد ثرواته تحت اسم الفدرالية. وكذلك رفع أي نص في الدستور فيه انتقاص لوحدة العراق أو تشويه هويته العربية والإسلامية.وشددوا علي مشروعية مقاومة المحتل بمختلف الوسائل باعتبارها حقا مشروعا.
• محاكمة صدام وعدد من معاونيه الشهر القادم • : •

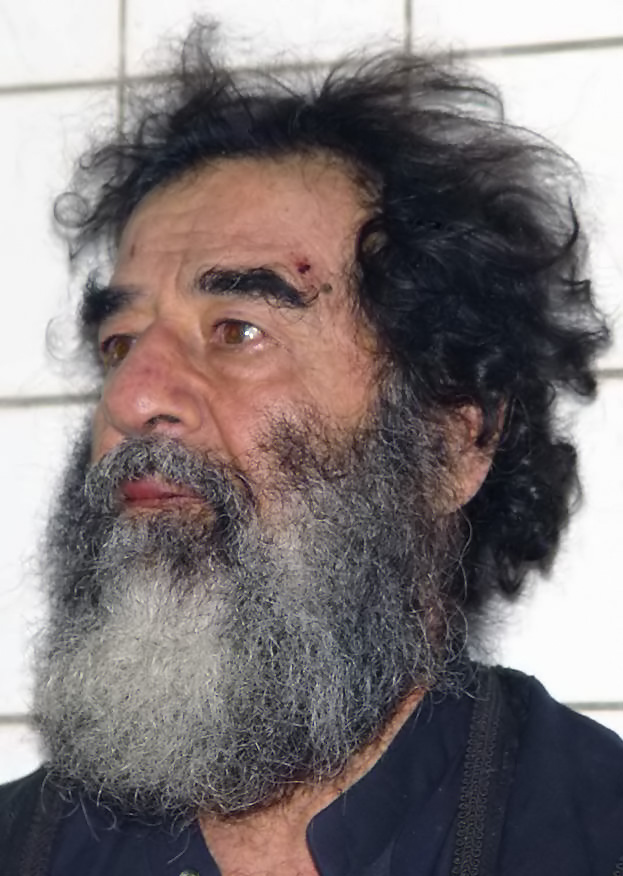
Saddam

 ستبدأ المحاكمة في 19 أكتوبر بشأن اتهامات بقتل عشرات من القرويين الشيعة في قرية الدجيل في عام 1982. وستكون محاكمة سريعة. وكانت رغد ابنة صدام وافقت على تشكيل فريق الدفاع الذي سيتولى الدفاع عن أبيها. و-سوف يعهد لهذا الفريق بإعداد ملف الدفاع عند بدء المحاكمة والتشكيك في قانونيتها وقانونية الإجراءات التي تحرم الرئيس من محاكمة عادلة. والمهمة الأولى لفريق الخبراء القانونيين الجديد هي الحصول على حرية اتصال كاملة بالزعيم السابق الموجود بالسجن قائلين ان العدالة لا يمكن أن تتحقق بدون حصول صدام على مشورة من قانونيين محترفين. إذا سمح الأمريكيون لهم بمقابلته لاعداد الدفاع وتسوية مسألة عدم قانونية هذه المحاكمة. وستعقد جلسات المحاكمة في مبنى داخل مجمع الحكومة في المنطقة الخضراء الحصينة التي كانت من قبل مجمع قصور رئاسية لصدام على نهر دجلة. وسينقل التلفزيون جانبا كبيرا منها.

• العاهل السعودي يفرج عن 4 آلاف سجين • : :

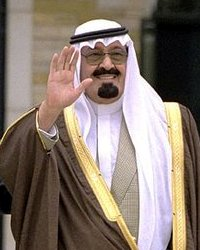
العاهل السعودي والدعوة للإصلاح

أصدر الملك عبد الله عاهل السعودية عفوا ملكيا عن أربعة آلاف سجين بسجون السعودية أفرج عنهم أمس السبت. من كل سجون المملكة من بينهم 1200 يمني. وكان الملك عبد الله أمر بعيد توليه الحكم بالإفراج عن ثلاثة سعوديين ومحاميهم إضافة إلى متشدد إسلامي. كما اصدر عفوا عن خمسة ليبيين اتهمتهم الرياض بالضلوع في مؤامرة ضد الملك عبد الله.
• أعلن وزير سوداني ان معظم القوى السياسية في السودان ستشارك في حكومة الوحدة الوطنية الانتقالية باستثناء حزب المؤتمر الشعبي برئاسة حسن الترابي وحزب الأمة بزعامة الصادق المهدي. وكان حزبا الترابي والمهدي قد اعلنا رفضهما المشاركة في هذه الحكومة وفضلا البقاء في مقاعد المعارضة إلى حين إجراء انتخابات عامة. ويتوقع إعلان التشكيل الحكومة الانتقالية مع نهاية الاسبوع الحالي •
• جياع أمريكا ينددون ببوش بعد كارثة كاترينا •:بينما كانت المروحية التي تقلُّ الرئيس بوش تحلق فوق سماء نيو اورلينز كان الفقراء والمسحوقون من سكان تلك المدينة المنكوبة يروون قصصا مأساوية حول جرائم الاغتصاب والتهديدات بالقتل والتضور جوعا منذ أن ضرب إعصار كاترينا المدينة. وهؤلاء قد ماتوا في أمريكا وهم في انتظار ما يسد رمقهم. والناجون تلقوا تهديدات بالموت. وتعرضوا لاعتداءات جنسية والاغتصاب

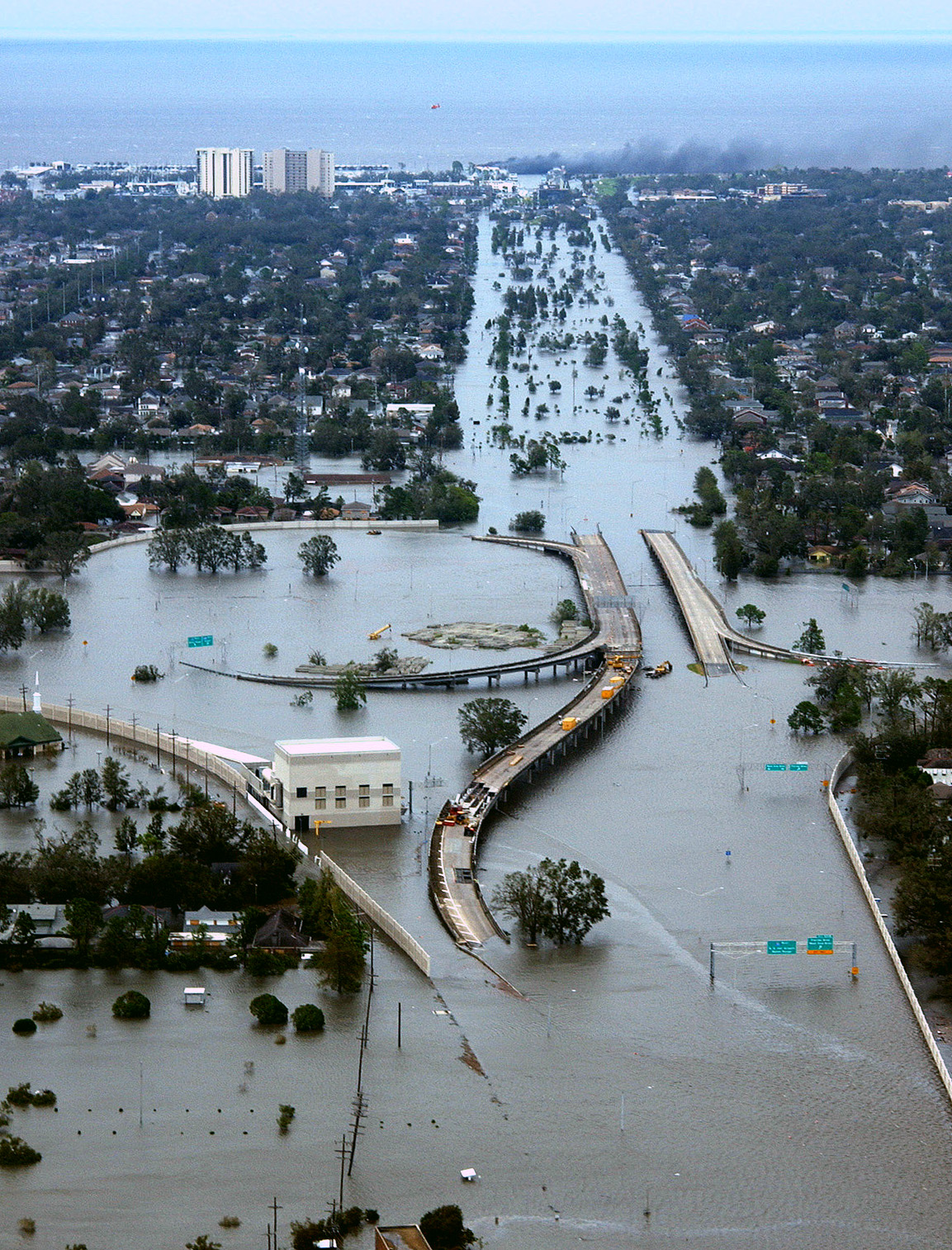
New Orleans أورليانز غارقة في الفيضان الكاسح

وجرائم قتل للأطفال وروت تروكلين جوزيف 37 سنة إن الرجال كانوا يتجولون في أنحاء المدينة يغتصبون ويقتلون الأطفال وقالت إنها وجدت طفلة ميتة في سن الرابعة عشرة وقد اغتصبت عدة مرات قبل موتها، ولد آخر عمره سبع سنوات وجد مغتصبا ومقتولا في فريزر في مطعم. وقال رتشارد دنبار (60 سنة) أحد محاربي فيتنام القدماء "إنني لا أعرف ماذا أقول عن الرئيس بوش. إنه كان متعجلا جدا عندما أراد الذهاب إلى العراق بالنسبة لمواطنيه هنا في لويزيانا فإننا لا نجد أي شيء سوى الكلام. وأثارت الصور المريعة التي بثتها شاشات التلفزيون عن الدمار الذي احدثه اعصار كاترينا نقاشا شائكا حول مسالة اللون في الولايات المتحدة بعد أن اتضح ان معظم الضحايا من الاميركيين السود. فهم الأكثر تضررا بالكارثة المدمرة التي عصفت بعدد من ولايات خليج المكسيك، الشبهات بان السلطات تمارس :

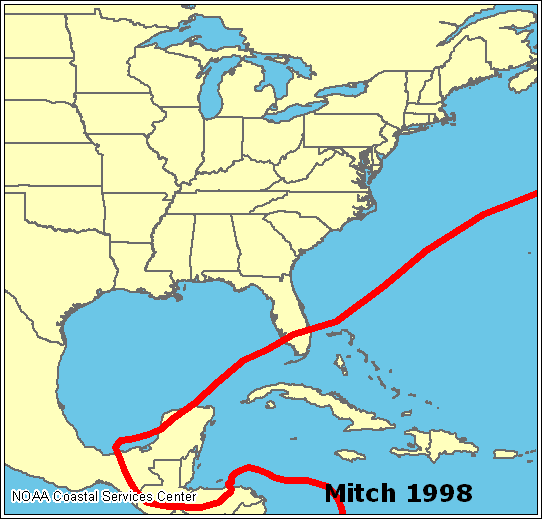
خط سير الإعصار

التفرقة العنصرية في استجابتها لعملية انقاذ ضحايا الاعصار. وقال عضو الكونجرس عن ولاية لويزيانا المنكوبة وليام جفرسون لو لم يكونوا من السود والفقراء، لما تركوهم في نيو اورلينز، مؤكدا ان معظم الضحايا لم يتمكنوا من الفرار من وجه الاعصار لانهم لم يكونوا يملكون سيارات أو اموال يدفعونها للفنادق. وصرح ل cnnانه في نيو اورلينز، افقر الناس واكثرهم احتياجا هم السود. ويبلغ سكان مدينة نيو اورلينز نحو 1.4 مليون شخص نسبة السود من بينهم 67.3 %يعيش 30 %منهم تحت خط الفقر.

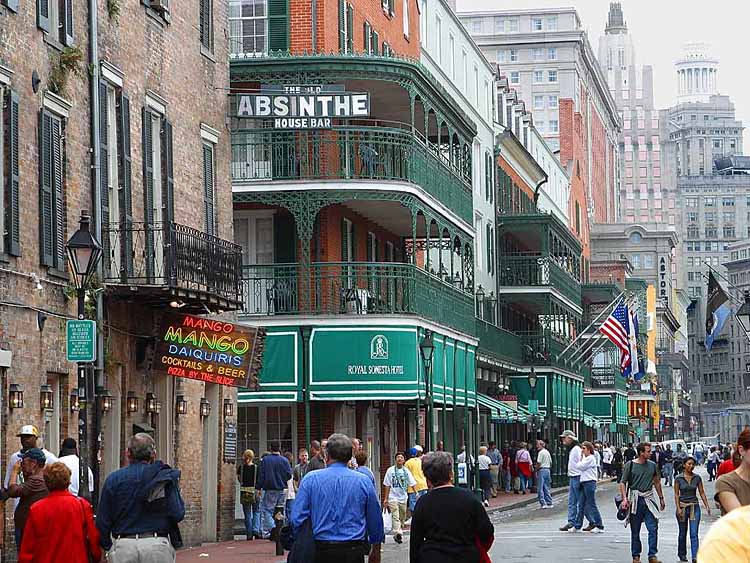
قبل الفاجعة، New Orleans,، شارع بوربون الشهير بالمدينة المنكوبة.

 ومن ناحيتها نفت وزيرة الخارجية الاميركية كوندوليزا رايس، أكثر امرأة سوداء تحظى بالنفوذ في الولايات المتحدة، ان تكون التفرقة العنصرية قد لعبت دورا في التعامل مع الكارثة. وقالت: نعم الاميركيون من اصل أفريقي تضرروا كثيرا جدا بالكارثة. وقال عضو الكونجرس الايجا كمنجز ان ما يحدد من عاشوا ومن قتلوا في هذا الاعصار المدمر والفيضانات هو الفقر والسن ولون البشرة.و قال متحدث باسم القيادة الاميركية الوسطى السبت أن القيادة بدأت بارسال 300 طيار اميركي منتشرين في العراق وأفغانستان إلى ولاية ميسيسيبي لمساعدة عائلاتهم على مواجهة آثار اعصار كاترينا الذي تسبب بوفاة عشرات الآلاف والحق اضرارا اقتصادية فادحة وعدد الضحايا يقدر بـ10 آلاف في ولاية لويزيانا وحدها. وقد تبرعت قطر ب 100 مليون دولار للمنكوبين الأمريكان.
• بعد استبعاد الأقصري احتمال تأجيل انتخابات الرئاسة بمصر •: قرر القضاء المصري امس استبعاد وحيد الاقصري رئيس «حزب مصر العربي الاشتراكي» أحد المرشحين العشرة لانتخابات الرئاسة المصرية مما يفتح الباب امام احتمال تأجيل الانتخابات الرئاسية المقرر اجراؤها في السابع من سبتمبر الحالي. ويعتبر هذا القرار نافذا ما لم تقرر المحكمة الإدارية العليا ايقافه أو إلغاءه. وقالت المصادر ان استبعاد الاقصري يفتح الباب امام تأجيل الانتخابات كما ينص قانون الانتخابات على إعادة فتح باب الترشيح وتأجيل الانتخابات إذا خلا مكان أحد المرشحين لسبب آخر غير التنازل. وكان محمد صديق أحد المتنازعين على رئاسة الحزب مع الاقصرى قد اقام دعوى امام المحكمة يطالب فيها باستبعاد الاقصرى لوجود نزاع بينهما على رئاسة الحزب وصدور حكم قضائي باحقية محمد صديق برئاسة الحزب.لكن لجنة الإشراف علي الانتخابات القضائية رفضت الحكم.وقضت محكمة القضاء الإداري بتمكين المنظمات الحقوقية من مراقبة الانتخابات مخالفة بذلك قرار اللجنة العليا للانتخابات الرئاسية التي حصنها التعديل الدستوري الأخير من «الطعن في قراراتها بأي طريقة وامام أي جهة» بما فيها القضاء.

## السبت3 سبتمبر2005
• بلغاريا تسحب جنودها من العراق مع تصاعد قتلي الأميركيين •
• أبو مصعب الزرقاوي ينفي مسئولية تنظيمه عن كارثة جسر الأئمة وأحداث الكاظمية التي راح ضحيتهما 1000 شخص ببغداد. •
• مفاوضات سرية لتعديل مسودة الدستور العراقي •: 
 في محاولة لكسب جانب العرب السنة وتخفيف مخاوف دول الجوار، قال المفاوض الشيعي خالد العطية «المحادثات جارية لاحداث تغييرات طفيفة لتعديل لغة الدستور لإرضاء بعض الأحزاب.» وفيما تستمر المفاوضات بين العرب السنة والأكراد السنة، حذر دبلوماسي غربي من التكهن بإجراء تغييرات محورية وأشار قائلاً «ندرك أن هناك حواراً جارياً بين السنة والشيعة والأكراد، إلا أننا لا نعلم تحديداً ما الذي يتفاوضون عليه.» بينما توعد السنة بمواجهة سياسة حاسمة للدستور أثناء طرحه للاستفتاء الشهر المقبل، وهو ما سيطيح بآمال البيت الأبيض.
• قال قائد عسكري أمريكي إن عناصر الشرطة الجيش العراقي ستتولى غالبية المهام الأمنية أثناء الاستفتاء في أكتوبر والانتخابات في ديسمبر.وأشار قائد القوات متعددة الجنسيات في العراق، الجنرال جون فينز، إلى الحاجة إلى إرسال قرابة أكثر من ألفين من الجنود الأمريكيين فقط للمشاركة في تغطية الحدثين. •
• وكالة ناسا الفضائية الأمريكية أعلنت أن في مهمة العربة المريخية سبيرت روفر استطاع الإنسان الآلي التقاط صورة بانورامية من فوق تل هزياند من منطقة جوزاف يقع في فوهة بركان مريخي
• أمريكا تخطط لفرض عقوبات جديدة علي سوريا •:

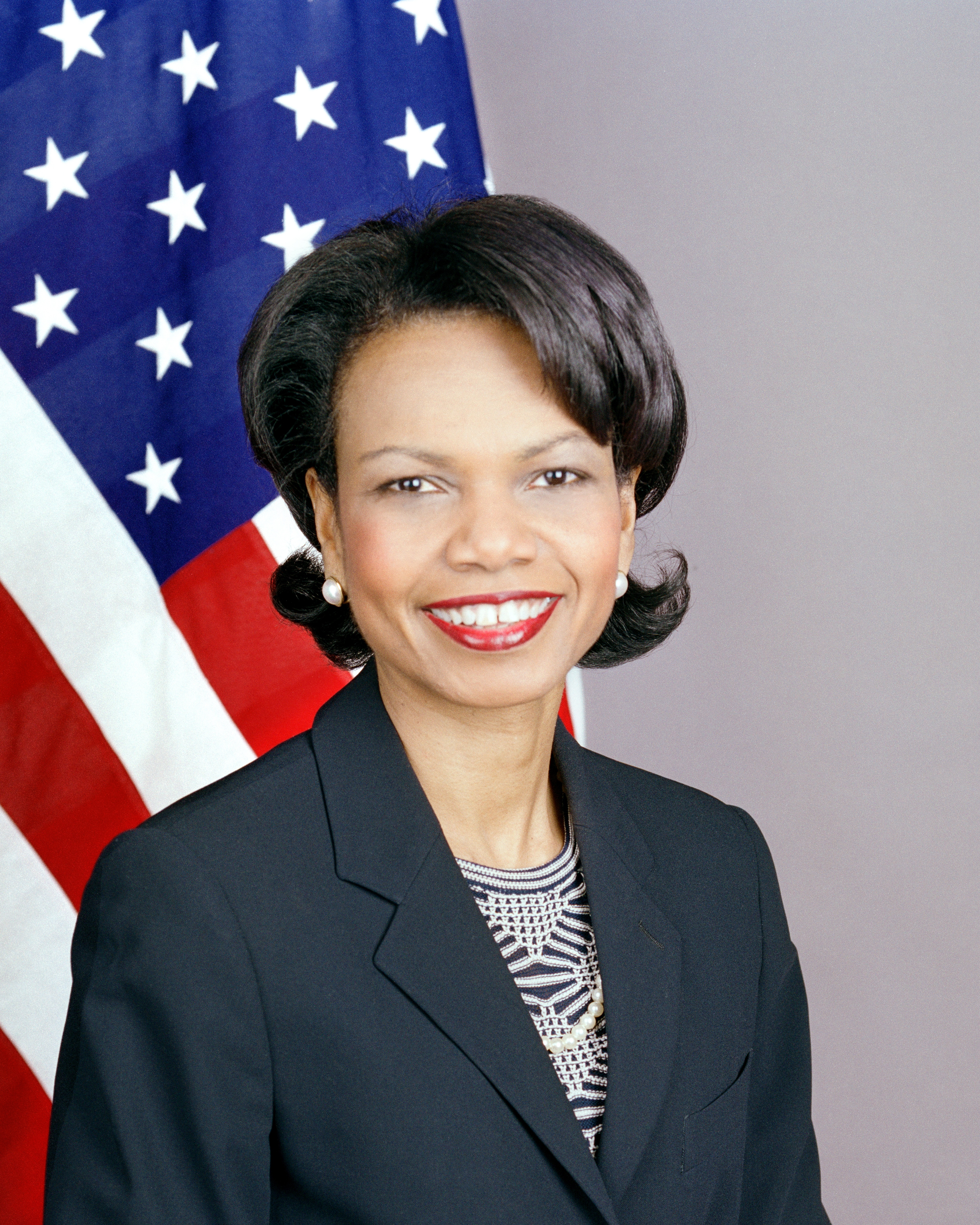
. كوندا لبزا

 قالت صحيفة واشنطن بوست ان رايس وزيرة الخارجية الأمريكية تحضّر لاجتماع سيعقد علي هامش اجتماعات الجمعية العامة للامم المتحدة في الاسبوعين القادمين، ويحضره ممثلون عن دول أوروبية ودول حليفة في الشرق الأوسط، وسيتم استبعاد الرئيس بشار الاسد الذي سيحضر للامم المتحدة لأول مرة، من الاجتماع. وكان البيت الأبيض قد استضاف الثلاثاء الماضي اجتماعا لم يعلن عنه، ركز علي فرض عقوبات اضافية علي سوريا
• الإعلام الإسرائيلي يهدد الرئيس الأسد •: طالب المتحدث باسم الخارجية الأمريكية شون ماكورماك سورية بضرورة التعاون مع التحقيق في حالة وجود ادلة علي تورط سوري في اغتيال الحريري.وقال : دمشق تضع نفسها في مشكلة كبيرة. ويناقش المسؤولون الأمريكيون والأوروبيون الاجراءات التي يجب اتخاذها بعد الكشف عن المتورطين في اغتيال الحريري، ومكان انعقاد المحاكمات، في لبنان أو مكان آخر. وشنت إسرائيل حملة اعلامية واسعة النطاق، مستبقة النتائج النهائية للتحقيق الدولي في لبنان. وحملت الصحف العبرية الاسد مسؤولية قتل الحريري. وفي اطار هذه الحملة قالت صحيفة هآرتس الإسرائيلية انه في حالة وصول الاسد الي الأمم المتحدة، فان السلطات الأمريكية ستقدم علي اعتقاله. ويسود الاعتقاد ان واشنطن قد ترفض منحه تأشيرة دخول لاراضيها، مما يحول دون حضوره لنيويورك.
• أمريكا تطلب مساعدات دولية في كارثة كاترينا• :

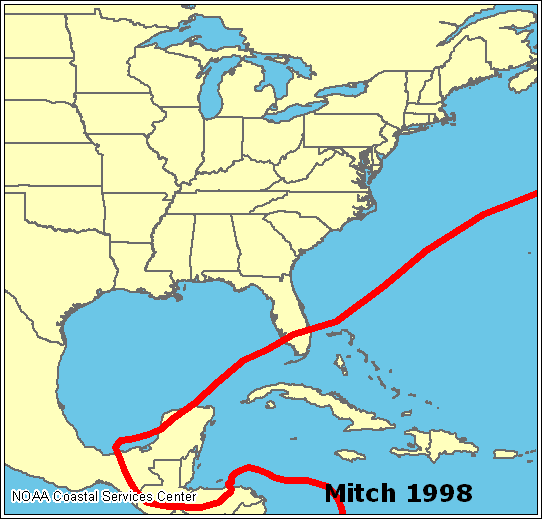
خط سير الإعصار

 طلبت وزارة الخارجية الأميركية علانية المساعدة من ستين دولة ومنظمة دولية لتجاوز الأزمات التي خلفها الإعصار كاترينا. وعرضت القارة الأوروبية مساعدة واسعة للولايات المتحدة.وعرضت الأمم المتحدة والحلف الأطلسي ومنظمة الدول الأميركية ومنظمة الصحة العالمية والمفوضية العليا للاجئين التابعة للأمم المتحدة مساعداتها أيضا.و أبدت كندا والصين واليابان وروسيا واستراليا وإسرائيل واندونيسيا والهند واذربيدجان وارمينيا ونيو زيلند وكوريا الجنوبية وسنغافورة وتركيا وتايوان وتايلند وكوبا وفنزويلا وسريلانكا. والأردن والعربية السعودية ودولة الإمارات العربية المتحدة.وقالت مؤسسة أميركية إن الخسائر الاقتصادية التي سببها الإعصار كاترينا وما أعقبه من فيضانات قد تتجاوز 100 مليار دولار.

 
•

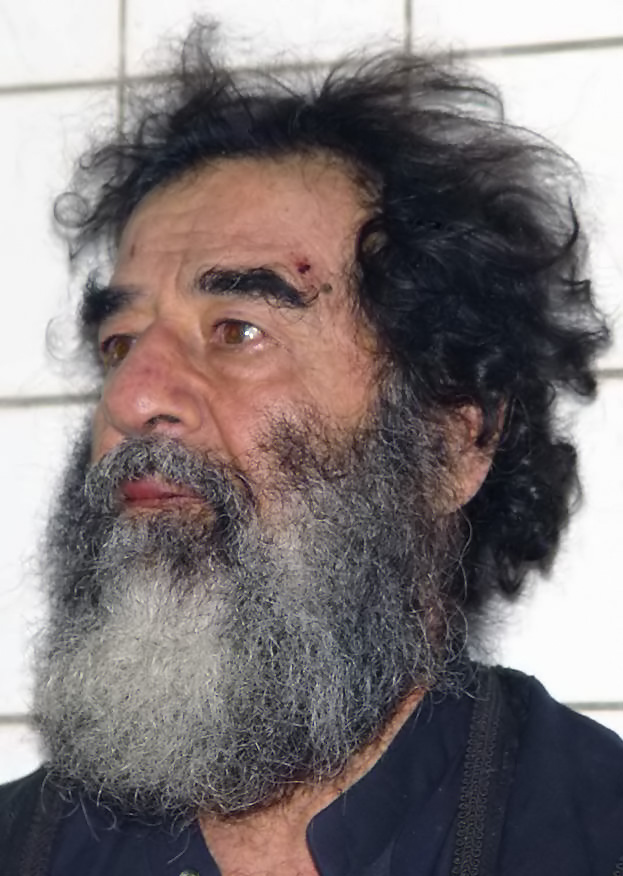
Saddam

 محاكمة صدام الشهر القادم• : أعلن مسؤول حكومي ان محاكمة الرئيس العراقي المخلوع صدام حسين ستبدأ في (أكتوبر) بعد الاستفتاء علي مشروع الدستور المتوقع في 15 من الشهر نفسه.
• الصدر يعلن المقاومة ضد القوات الأمريكية• تحدي الزعيم الشيعي الشاب مقتدي الصدر القوات الأمريكية مؤكدا استمرار المقاومة. وام الصدر صلاة الجمعة في مسجد الكوفة جنوب بغداد للمرة الأولي منذ أكثر من عام، تحت ضغط رجال الدين الشيعة بعد مواجهات دامية مع القوات الأمريكية.وأدان رجل الدين الشيعي في خطبته الهيمنة الأمريكية علي العالم. وقال ان الوضع العالمي هو نظام استعماري قائم علي تحكم أمريكا بالعالم خلال دول وشعوب واحزاب واكد ان المقاومة الشريفة ستستمر مهما كان الثمن واننا خلقنا لاجل الاخرة وليس للدنيا.
• كارثة جسر الأئمة وتوحيد الأمة العراقية •: أكد الشيخ عبد المهدي الكربلائي ممثل المرجع الشيعي آية الله علي السيستاني رفض المراجع الشيعية الانجرار إلى حرب طائفية بعد فاجعة جسر الأئمة.و حمل حازم الأعرجي ممثل الزعيم الشيعي مقتدى الصدر خلال صلاة الجمعة في الكاظمية الحكومة وقوات الاحتلال مسؤولية كل ما يحدث في العراق لأنها جعلت منه ساحة صراع طائفي وإرهابي.وحذر الشيخ صدر الدين القبانجي المقرب من المجلس الأعلى للثورة الإسلامية في العراق الذي يتزعمه عبد العزيز الحكيم خلال خطبة الجمعة في النجف من خطورة المغامرة بالبلاد في إفشال مسودة الدستور وحل البرلمان.
• أطلقت السلطات الموريتانية أمس الجمعة سراح 32 شخصا من سجن نواكشوط المركزي من بينهم الرائد صالح ولد حننا كانوا قد أدينوا في فبراير الماضي بالمشاركة في محاولات انقلابية على الرئيس السابق معاوية ولد سيدي أحمد الطايع عام 2003. •
• أسعار النفط تسجل تراجعا في الأسواق البريطانية والأمريكية بعد قرار أعضاء الوكالة الدولية للطاقة ضخ مليوني برميل يوميا في الأسواق لدعم الولايات المتحدة. •

## نفحات رمضان
• أخبار سريعة •
• تشييع قتلى الجسر ببغداد والحكومة تعد بتغيير وزاري
• إيطاليا تواصل خفض قواتها بالعراق
• الحكومة العراقية تستبعد أي بعد طائفي في مأساة الكاظمية
• واشنطن ترحب بمحادثات باكستان وإسرائيل
• مقتل أربعة جنود أميركيين وتمسك سني بتعديل دستور العراق
• ميليس يرحب بتوجيه الاتهامات لقادة أمن باغتيال الحريري
	وزارة الطاقة تؤجل إعلان الحكومة السودانية الجديدة
• أوروبا تنتظر تقرير البرادعي لإحالة إيران لمجلس الأمن
• أخبار اليوم •
• اشتباكا ت دامية فوق جسر الموت •::

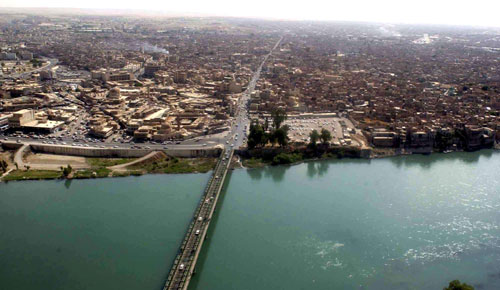
دجلة جسر الموت فوق نهر دجلة.

في وقت مبكر من صباح اليوم، بعد يوم من تشييع أكثر من ألف شخص من ضحايا جسر الأئمة مصدر، قتل شخص وجرح سبعة آخرون في تبادل إطلاق نار قرب جسر الأئمة في بغداد. ودار الاشتباك بين جنود عراقيين وأنصار الزعيم الشيعي مقتدى الصدر الذين قصدوا المكان تعبيرا عن غضبهم إزاء ما اعتبروه خللا في التدابير الأمنية على الجسر.
•الظواهري وغزو لندن• :.: في شريط مصور تبنى تنظيم القاعدة تفجيرات لندن وصفها أيمن بـ "غزوة لندن المباركة". وقال إنها صفعة لسياسة رئيس الوزراء البريطاني توني بلير "لحظة انعقاد قمة الثماني"، مضيفا "أتحدث إليكم اليوم عن غزوة لندن المباركة التي جاءت صفعة على وجه الاستكبار الصليبي البريطاني
المتغطرس، فأذاقته رشفة من الكأس التي طالما سقى المسلمين منها". فتلك التفجيرات كسابقاتها "هجمات نيويورك ومدريد" قد "نقلت المعركة إلى أرض العدو بعد أن ظل قرونا طويلة ينقل المعركة إلى أرضنا بعد أن احتلت قواته أرضنا في الشيشان وأفغانستان والعراق وفلسطين، وبعد أن ظل قرونا يحتل بلادنا وهو آمن في داره".
• من مسلسل القتل بالعراق •: قال الجيش الأميركي إن أحد جنوده قتل رميا بالرصاص في منطقة الإسكندرية الواقعة جنوبي بغداد.و قنبلة قتلت جنديين أميركيين خلال دورية في بغداد أمس. وكان الجيش الأميركي أغار أمس على مواقع ببلدة الحصيبة غربي البلاد على الحدود السورية، وتأتي هذه الغارة الجوية بعد يومين من أخرى أدت إلى مقتل 56 شخصا في منطقة القائم على الحدود مع سوريا.وقتل موظف أمني أجنبيوأصيب آخر بجراح خطيرة عندما انفجرت قنبلة على مركبتهما وسط بغداد.حيث سمع دوي انفجارين، الأول كان بجوار فندق السدير بمركز المدينة، والانفجار الآخراستهدف قافلة للجيش الأميركي. وفي البصرة إن قتل شخص عندما أطلق مسلحون النار على مسجدين للسنة في المدينة التي تقطنها غالبية شيعية.الهجوم الأول وقع أثناء تأدية المصلين لصلاة الفجر في جامع مزعل باشا الواقع جنوب غرب المدينة، والهجوم الآخر على مصلين بمسجد الرشيدية بنفس المنطقة.
• 
 قدم الرئيس العراقي جلال طالباني تعازيه إلى الشعب العراقي في فاجعة جسر الأئمة التي راح ضحيتها 1000 شخصا واصيب فيها أكثر من 323 آخرين كما توالت ردود الفعل من قبل العديد من القادة العراقيين على الحادث المفجع. •
• الجوع يطيل العمر• : أكد اثنان من خبراء علم الأحياء من جامعة كاليفورنيا أن الحرمان من الأكل لتقليل عدد السعرات الحرارية يطيل حياة البشر بنسبة أكثر من 7 %. مقارنة بالديدان والفئران، حيث تصل نسبة الزيادة في أعمارها إلي 50 %. فطول عمر الإنسان ليس سمة قائمة بذاتها، وإنما هو نتاج نظامه الغذائي، وحالته النفسية، والأمراض المزمنة التي يمكن أن تكون قد أصابته.
• ماليزيا تحذر من بطاطس الوجبات السريعة• : اصدرت ماليزيا منشورات تحذر من الوجبات السريعة كالبطاطس المقلية والتشيبس والمقليات لتزايد الدلائل على احتوائها على مواد كيمياوية مسرطنة. كمادة «أكريلاميد» الناتجة عن عملية القلي.وتنتج مادة ا أكريلامايد المسرطنة عن قلي المواد النشوية ومنها البطاطس على درجات حرارة عالية. وكانت نتائج بحث أجرته كلية الطب في جامعة هارفرد الأميركية يوضح أن الأطفال دون سن الخامسة -والذين يأكلون البطاطس المقلية مرة في الأسبوع- معرضون لخطر الإصابة بسرطان الثدي في سن البلوغ بنسبة 27%.
• اتهامات نتنياهو لشارون •: :
وجه وزير المالية السابق بنيامين نتنياهو اتهاما إلى أرييل شارون بإضعاف قبضة إسرائيل على مدينة القدس واتهمه بالرضوخ للضغوط الدولية. وقال خلال حملته لمنافسة شارون على زعامة حزب الليكود أثناء جولة له في مستوطنة معالي أدوميم في الضفة الغربية إن شارون بانسحابه من قطاع غزة وشمال الضفة الغربية وضع سابقة قد تؤدي إلى تقسيم القدس وتعريضها للخطر. واتهم نتياهو رئيس الوزراء أرييل شارون بالرضوخ للضغوط الدولية الرافضة لبناء مزيد من المساكن بين معالي أدوميم والقدس. غير أن استطلاعات الآراء أظهرت أن شارون يتقدم على نتنياهو بأغلبية كبيرة رغم تمتع نتنياهو بتأييد واسع النطاق بين اليمينيين في الحزب.